# Turcia
Turcia, oficial Republica Turcia, este o țară situată predominant în Anatolia, în Asia de Vest, cu o parte relativ mică numită Tracia Orientală situată în Europa de Sud-Est. Se învecinează cu Marea Neagră la nord; Georgia, Armenia, Azerbaijan și Iran la est; Irak, Siria și Marea Mediterană la sud; și Marea Egee, Grecia și Bulgaria la vest. În Turcia trăiesc peste 85 de milioane de oameni; majoritatea sunt etnici turci, în timp ce kurzii reprezintă cea mai mare minoritate etnică. Oficial, un stat laic, Turcia are o populație majoritar musulmană. Ankara este capitala Turciei și al doilea cel mai mare oraș, în timp ce Istanbul este cel mai mare oraș și centru economic și financiar. Alte orașe importante includ İzmir, Bursa și Antalya.
Prima dată locuită de oamenii moderni în timpul Paleoliticului superior, Turcia de astăzi a găzduit diverse popoare antice.  Anatolia clasică a trecut printr-o helenizare culturală după cuceririle lui Alexandru cel Mare, și mai târziu printr-o romanizare în timpul Imperiului Roman și Bizantin. Selgiucizii au început să migreze în Anatolia în secolul al XI-lea, inițiind procesul de Turcificare. Sultanatul de Rum al selgiucizilor a condus Anatolia până la invazia mongolă din anul 1243, când s-a divizat în principate turcești. Începând cu anul 1299, otomanii au unit principatele și s-au extins. Mehmed al II-lea a cucerit Constantinopolul (astăzi Istanbul) în 1453. În timpul domniilor lui Selim I și Suleiman Magnificul, Imperiul Otoman a devenit o putere globală.
Începand cu anul 1789, imperiul a cunoscut schimbări majore, reforme, centralizare și naționalism în creștere, în timp ce teritoriul său se reducea. Intrarea Imperiului Otoman în Primul Război Mondial a fost urmată de înfrângere și împărțire. Sfârșitul Imperiului Otoman a fost însoțit de deplasări masive și pierderi umane pe scară largă. În secolele al XIX-lea și începutul secolului al XX-lea, persecutarea musulmanilor în timpul contracției otomane și în Imperiul Rus au dus la pierderi umane pe scară largă și migrații masive în Turcia modernă din Balcani, Caucaz și Crimea.
Turcia este o țară cu un venit mediu-înalt și emergentă; economia sa este a 17-a ca mărime nominală și a 12-a după PIB ajustat la PPC la nivel mondial. Este o republică unitară prezidențială. Turcia este membră fondatoare a OCDE, G20, și Organizației Statelor Turkice. Având o locație geopolitică semnificativă, Turcia este o putere emergentă și un membru relativ vechi al NATO. Candidată la UE, Turcia face parte din Uniunea Vamală a UE, CoE, OIC, și TURKSOY.
Turcia are câmpii litorale, un platou central înalt și diverse lanțuri montane; clima sa este temperată, cu condiții mai aspre în interiorul țării. Gazdă a trei puncte fierbinți ale biodiversității, Turcia este expusă la cutremure frecvente și este foarte vulnerabilă la schimbările climatice. Turcia are un sistem universal de sănătate, acces în creștere la educație și niveluri de inovație în creștere. Este un lider în exportul de conținut TV. Cu numeroase situri UNESCO de Patrimoniu Mondial și multiple zone de patrimoniu cultural, precum și o bucătărie bogată și diversă, Turcia este a a cincea cea mai vizitată țară din lume.

## Etimologie
Turchia, însemnând „țara turcilor”, a început să fie folosită în textele europene pentru Anatolia spre sfârșitul secolului al XII-lea. Ca un cuvânt din limbile turcice, termenul de Turk poate însemna „puternic, putere, copt” sau „înfloritor, în toată puterea”. Poate însemna, de asemenea, copt, ca în cazul unui fruct, sau „în floarea vârstei, tânăr și viguros” pentru o persoană. Ca un etnonim, etimologia este încă necunoscută. Pe lângă utilizarea în limbi precum chineza în secolul al VI-lea, cea mai timpurie mențiune a cuvântului Turk (𐱅𐰇𐰺𐰜; sau 𐱅𐰇𐰼𐰚) în limbile turcice provine din Al Doilea Hanat Turcic.
În sursele bizantine din secolul al X-lea, numele Tourkia a fost folosit pentru a defini două state medievale: Ungaria (Tourkia de Vest); și Hazaria (Tourkia de Est). Sultanatul Mameluc, cu elita sa conducătoare de origine turcică, era numit „Statul Turcilor” (Dawlat at-Turk, sau Dawlat al-Atrāk, sau Dawlat-at-Turkiyya). Turkestan, însemnând tot „țara turcilor”, a fost folosit pentru o regiune istorică din Asia Centrală.
Utilizarea în engleza medie a lui Turkye sau Turkeye se găsește în Cartea Ducesei (scrisă în 1369–1372) pentru a se referi la Anatolia sau Imperiul Otoman. Ortografia modernă Turkey datează cel puțin din anul 1719. Pasărea numită curca a fost denumită astfel datorită comerțului cu ghioc din Turcia către Anglia. Numele Turkey a fost folosit în tratatele internaționale referitoare la Imperiul Otoman. Prin Tratatul de la Alexandropol, numele Türkiye a intrat pentru prima dată în documentele internaționale. În tratatul semnat cu Afganistan în anul 1921, a fost folosită expresia Devlet-i Âliyye-i Türkiyye („Statul Sublim al Turciei”), asemănătoare cu numele Imperiului Otoman.
În luna decembrie a anului 2021, președintele Recep Tayyip Erdoğan a cerut utilizarea extinsă oficială a termenului Türkiye, afirmând că Türkiye „reprezintă și exprimă cultura, civilizația și valorile națiunii turce în cel mai bun mod”. În luna mai a anului 2022, guvernul turc a cerut Națiunilor Unite și altor organizații internaționale să folosească oficial Türkiye în engleză; ONU a fost de acord.

## Istorie

### Preistorie și istorie antică
Turcia de astăzi a fost locuită de oameni moderni încă din perioada Paleoliticului superior și conține unele dintre cele mai vechi situri Neolitice din lume. Göbekli Tepe are aproape 12.000 de ani. Părți ale Anatoliei includ Semiaul Fertil, o origine a agriculturii. Alte situri neolitice importante din Anatolia includ Çatalhöyük și Alaca Höyük. Fermierii neolitici anatolieni diferă genetic de fermierii din Iran și Valea Iordanului. Acești fermieri anatolieni au migrat și în Europa, începând cu aproximativ 9.000 de ani în urmă. Cele mai vechi straturi ale Troiei datează de acum aproximativ 4500 ani î.Hr.
Înregistrările istorice ale Anatoliei încep cu tablete de lut găsite în jurul anului 2000 î.Hr. în locul unde astăzi se află Kültepe. Aceste tablete aparțineau unei colonii comerciale asiriene. Limbile vorbite în Anatolia la acea vreme includeau hattiana, hurriana, hitita, luwiană și palaică. Hattiana era o limbă indigenă, fără legături cunoscute cu limbile moderne. Limba hurriană era folosită în nordul Siriei. Limbile hitită, palaică și luwiană erau „cele mai vechi limbi indo-europene scrise”, formând subgrupul anatolian.
Conducătorii hattieni au fost înlocuiți treptat de conducătorii hititi. Regatul hitit era un regat mare din Anatolia Centrală, cu capitala la Hattusa. A coexistat în Anatolia cu palaieni și luwieni, aproximativ între anii 1700 și 1200 î.Hr. Pe măsură ce regatul hitit se dezintegra, noi valuri de popoare indo-europene au migrat din sud-estul Europei, urmate de conflicte armate. Tracicii erau de asemenea prezenți în Tracia Turcă modernă. Nu se știe dacă Războiul troian se bazează pe evenimente istorice. Straturile Troiei din Epoca Bronzului Târziu se potrivesc cel mai bine cu povestea din Iliada.

### Antichitatea timpurie

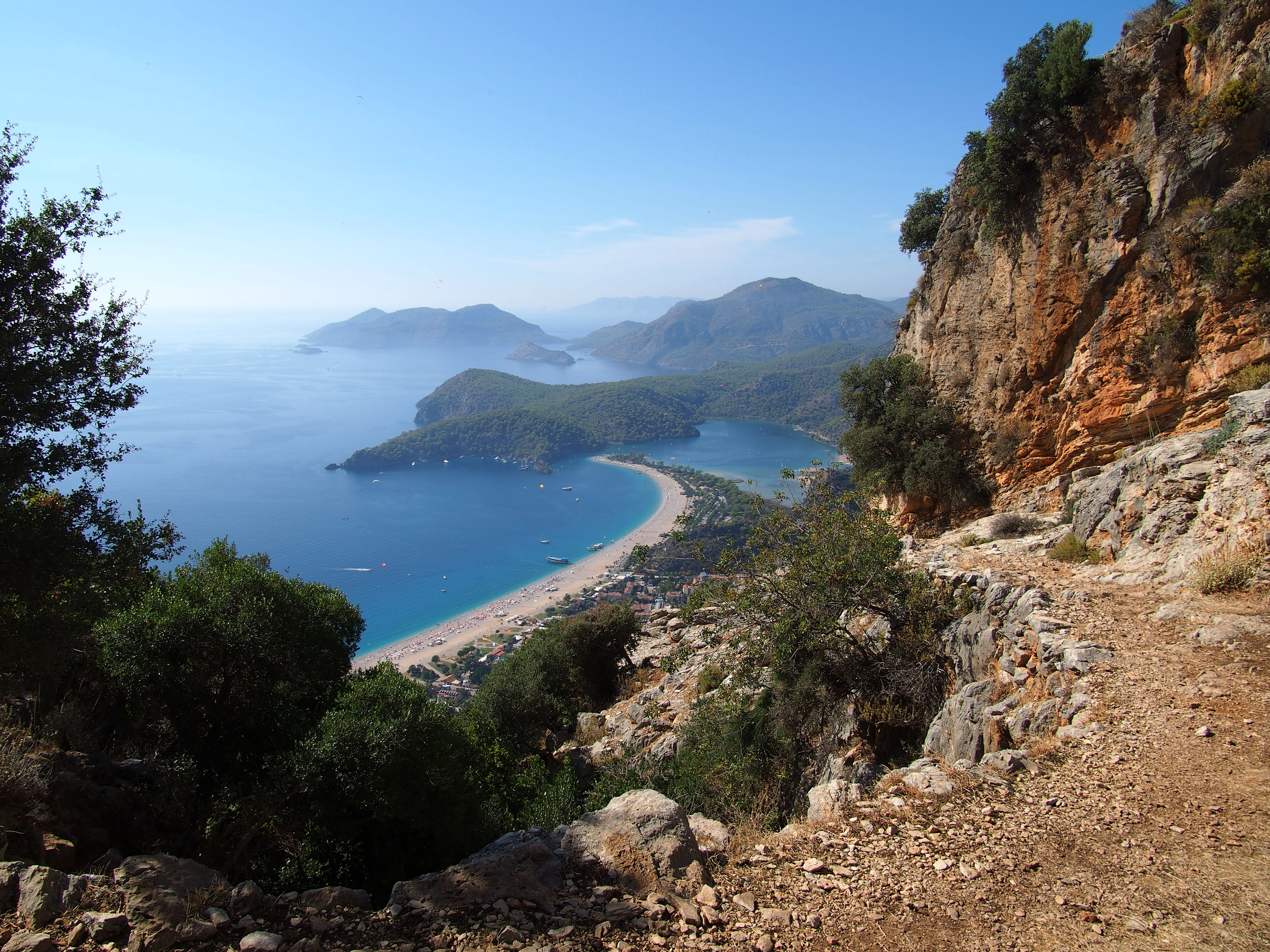
Drumul Lician este un traseu de drumeție de 470 mi în sud-vestul Turciei.

În jurul anului 750 î.Hr., Frigia fusese întemeiată, cu cele două centre ale sale în Gordion și în zona unde astăzi se află Kayseri. Frigienii vorbeau o limbă indo-europeană, mai apropiată de greacă decât de limbile anatoliene. Frigienii împărțeau Anatolia cu neo-hititi și Urartu. Vorbitorii de luwiană erau majoritari în diverse state neo-hitite din Anatolia. Urartenii vorbeau o limbă neindo-europeană, iar capitala lor se afla în jurul Lacului Van. Urartu și Frigia au căzut în secolul al VII-lea î.Hr. Au fost înlocuite de carieni, licieni și lidieni. Aceste trei culturi „pot fi considerate o reafirmare a culturii antice și indigene a orașelor hattiene din Anatolia”.
Înainte de anul 1200 î.Hr., existau patru așezări vorbitoare de greacă în Anatolia, inclusiv Milet. În jurul anului 1000 î.Hr., grecii au început să migreze pe coasta de vest a Anatoliei. Aceste așezări grecești estice au jucat un rol vital în modelarea civilizației grecești arhaice; printre orașele importante se numărau Milet, Ephesus, Halicarnassus, Smyrna (astăzi İzmir) și Byzantium (astăzi Istanbul), acesta din urmă fiind fondat de coloniști din Megara în secolul al VII-lea î.Hr. Aceste așezări erau grupate ca Aeolis, Ionia și Doris, după grupurile grecești specifice care le-au întemeiat. O colonizare greacă ulterioară în Anatolia a fost condusă de Milet și Megara între 750–480 î.Hr. Orașele grecești de-a lungul Mării Egee au prosperat prin comerț și au cunoscut realizări științifice și academice remarcabile. Thales și Anaximander din Milet au fondat Școala ioniană de filozofie, punând astfel bazele raționalismului și filozofiei occidentale.

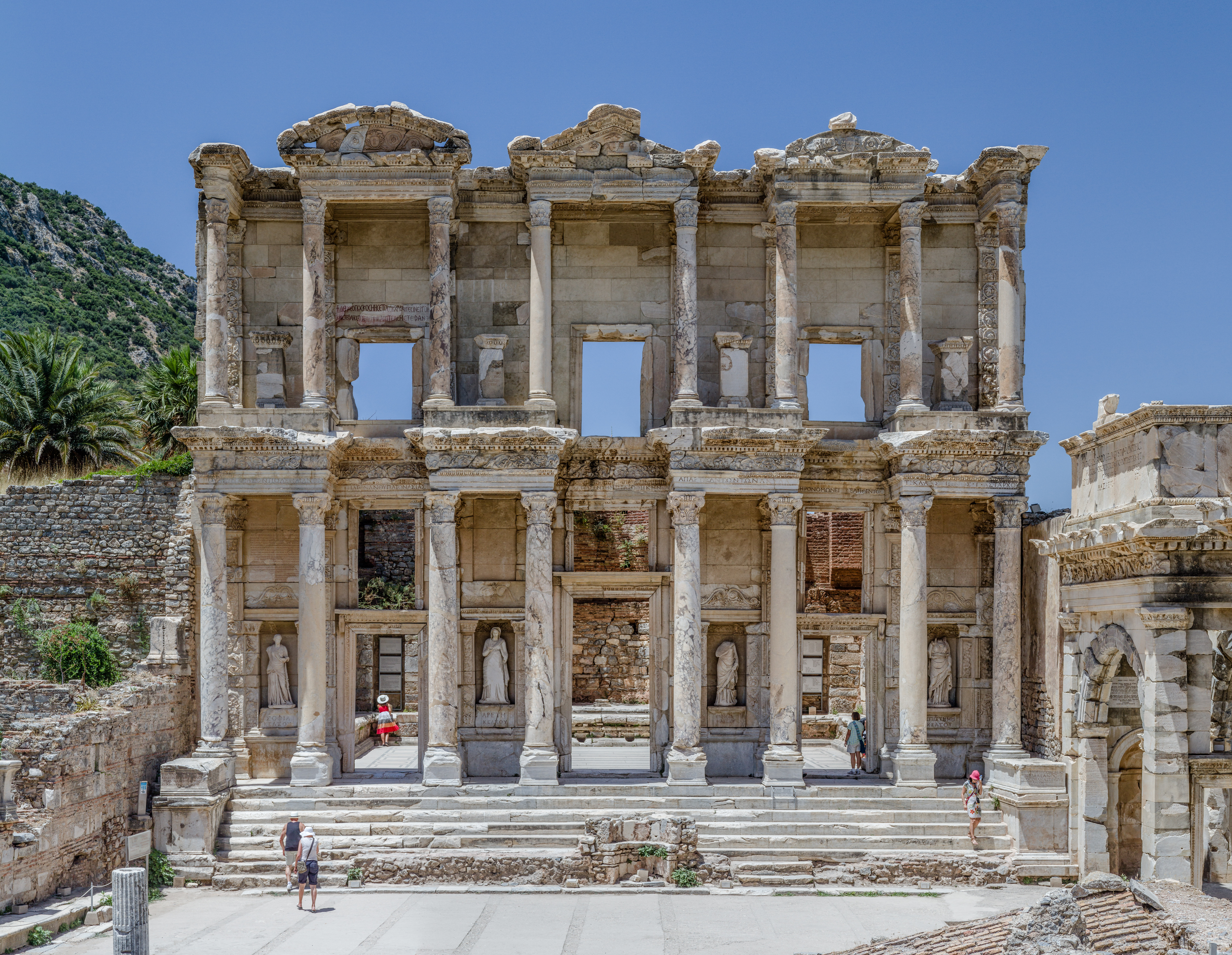
Biblioteca lui Celsus din Ephesus a fost construită de romani între 114–117.

Cirus a atacat Anatolia de est în 547 î.Hr., iar Imperiul Ahemenid a extins în cele din urmă influența sa în Anatolia de vest. În est, provincia armeană făcea parte din Imperiul Ahemenid. După Războaiele Greco-Persane, orașele-stat grecești de pe coasta egeeană a Anatoliei și-au recâștigat independența, dar cea mai mare parte a interiorului a rămas parte a Imperiului Ahemenid. Două dintre Cele șapte minuni ale lumii antice, Templul Artemisei din Ephesus și Mausoleul din Halicarnassus, se aflau în Anatolia.
După victoriile lui Alexandru în 334 î.Hr. și 333 î.Hr., Imperiul Ahemenid s-a prăbușit, iar Anatolia a devenit parte a Imperiului Macedonean. Acest lucru a dus la o omogenizare culturală tot mai mare și la elenizarea interiorului Anatoliei, care a întâmpinat rezistență în unele locuri. După moartea lui Alexandru, Seleucizii au condus mari părți ale Anatoliei, în timp ce state anatoliene indigene au apărut în zonele Mării Marmara și Mării Negre. În Anatolia de est, a apărut regatul Armeniei. În secolul al III-lea î.Hr., celții au invadat Anatolia centrală și au continuat să fie un grup etnic major în zonă timp de aproximativ 200 de ani. Aceștia erau cunoscuți sub numele de galateni.

### Roma și Imperiul Bizantin

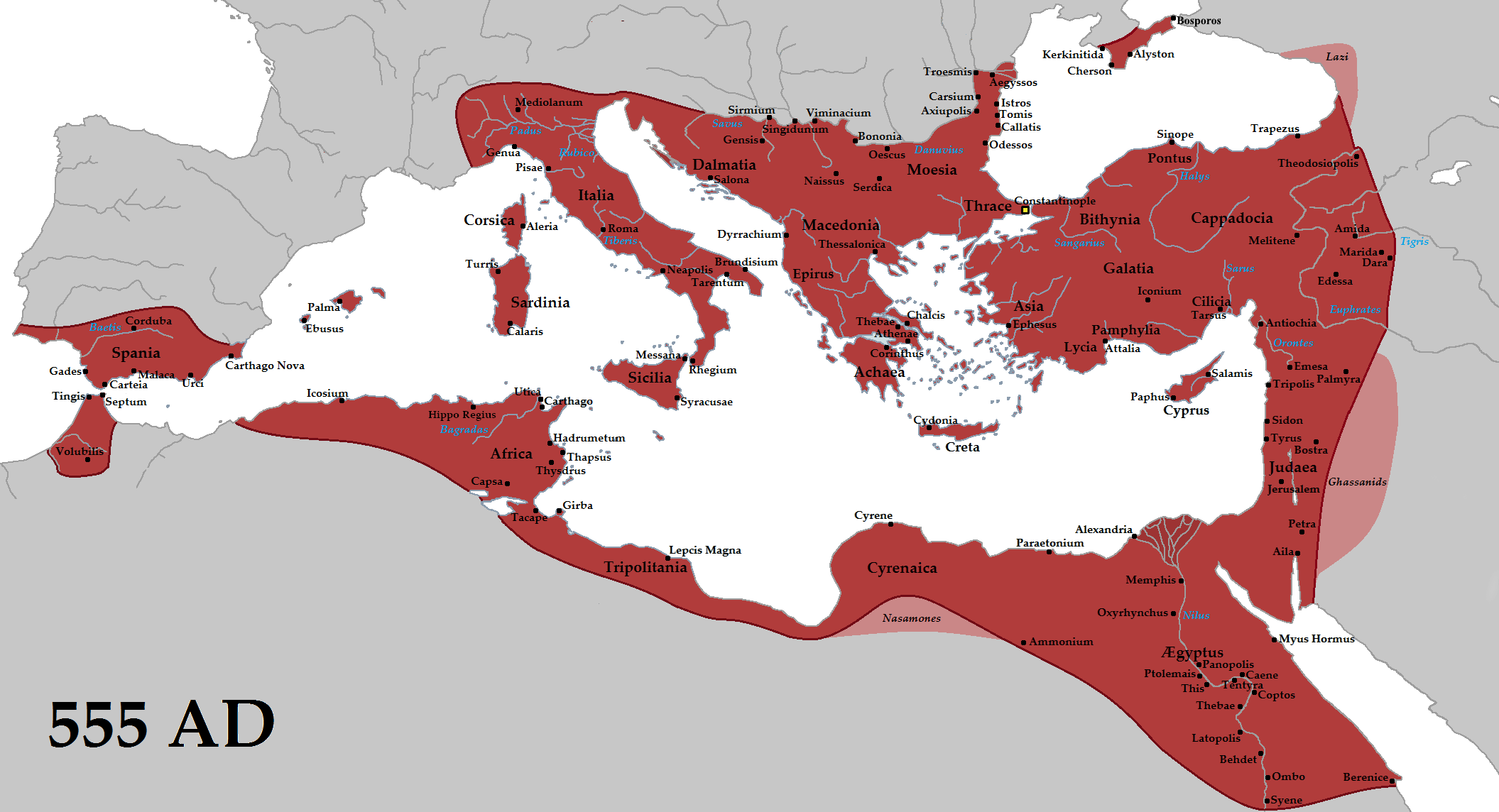
Imperiul Roman de Răsărit (Bizantin) în anul 555 sub Iustinian cel Mare, la cea mai mare extindere

Când Pergamon a cerut asistență în conflictul său cu Seleucizii, Roma a intervenit în Anatolia în secolul al II-lea î.Hr. Fără un moștenitor, regele Pergamului a lăsat regatul Romei, care a fost anexat ca provincie a Asiei. Influența romană a crescut în Anatolia după aceea. După masacrul Vespele Asiatice și Războaiele Mitridatice cu Pontul, Roma a ieșit victorioasă. În jurul secolului I î.Hr., Roma s-a extins în părți ale Pontului și Bitiniei, transformând restul statelor anatoliene în state satelite romane. Au urmat mai multe conflicte cu parții, alternând perioade de pace și război.
Conform Faptelor Apostolilor, Biserica Creștină timpurie a cunoscut o creștere semnificativă în Anatolia datorită eforturilor Sfântului Pavel. Scrisorile Sfântului Pavel din Anatolia constituie cea mai veche literatură creștină. Sub autoritatea romană, sinoduri ecumenice precum Sinodul de la Niceea (Iznik) din 325 au servit ca ghid pentru dezvoltarea „expresiilor ortodoxe ale învățăturilor creștine de bază”.

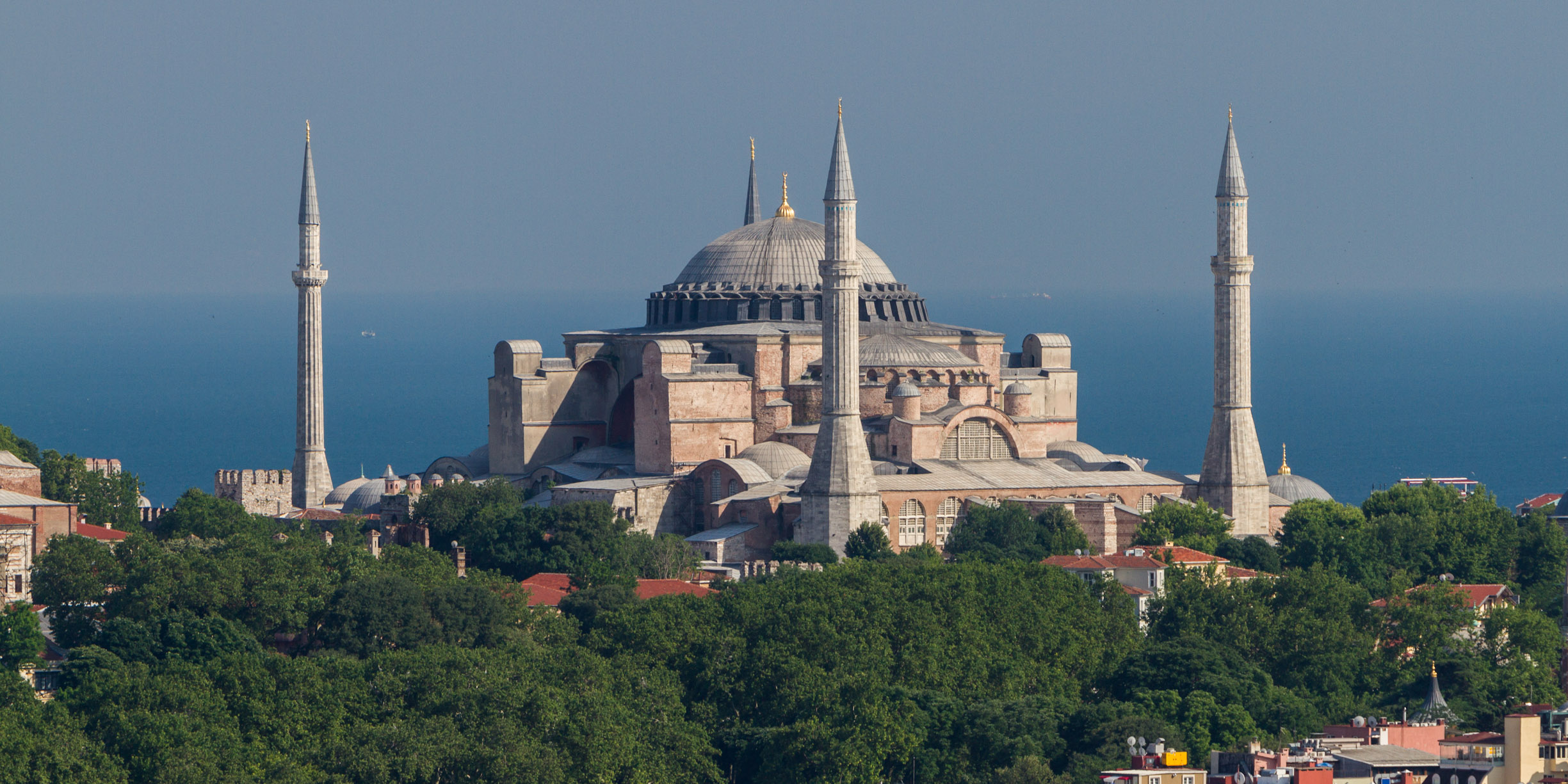
Hagia Sofia din Constantinopol (astăzi Istanbul) a fost construită de împăratul Roman de Răsărit Iustinian cel Mare între anii 532–537.

Imperiul Bizantin, denumit și Imperiul Roman de Răsărit, a fost continuarea Imperiului Roman centrat în Constantinopol în timpul Antichității Târzii și al Evului Mediu. Jumătatea estică a Imperiului a supraviețuit condițiilor care au provocat căderea Occidentului în secolul al V-lea d.Hr. și a continuat să existe până la Căderea Constantinopolului în fața Imperiului Otoman în anul 1453. În cea mai mare parte a existenței sale, imperiul a rămas cea mai puternică forță economică, culturală și militară din lumea mediteraneană. Termenul de „Imperiul Bizantin” a fost inventat abia după dispariția imperiului; cetățenii săi se refereau la entitate ca la „Imperiul Roman” și la ei înșiși ca la „romani”. Datorită mutării sediului imperial de la Roma la Bizanț, adoptării creștinismului ca religie de stat și predominării grecei în locul latinei, istoricii moderni continuă să facă o distincție între „Imperiul Roman” timpuriu și „Imperiul Bizantin” ulterior.
În perioada timpurie a Imperiului Bizantin, zonele de coastă ale Anatoliei erau vorbitoare de greacă. Pe lângă populațiile indigene, interiorul Anatoliei avea grupuri diverse precum goți, celți, persani și evrei. Interiorul Anatoliei fusese „puternic elenizat”. Limbile anatoliene au devenit în cele din urmă dispărute după elenizarea Anatoliei.

### Selgiucizi și beilicatul anatolian
Conform istoricilor și lingviștilor, Limba proto-turcică își are originea în Asia Centrală de Est. Inițial, vorbitorii de proto-turcică erau potențial atât vânători-culegători, cât și fermieri; ulterior, au devenit nomazi păstori. Grupurile timpurii și medievale de turci au prezentat o gamă largă de trăsături fizice și origini genetice atât est-asiatice, cât și vest-eurasiatice, în parte prin contactul pe termen lung cu popoarele învecinate, cum ar fi iranice, mongolice, tochariene, urale și yeniseiene. În timpul secolelor IX și X d.Hr., oghuzii erau un grup turcic care trăia în stepa Caspică și Aral. Parțial din cauza presiunii kipchacilor, oghuzii au migrat în Iran și Transoxiana. Aceștia s-au amestecat cu grupurile iranofone din zonă și s-au convertit la Islam. Oghuzii erau, de asemenea, cunoscuți sub numele de turcomani.

O hartă a principatelor turcești independente din Anatolia în secolul al XIV-lea

Selgiucizii își aveau originea în ramura Kınık a turcilor oghuz care locuiau în Hanatul Yabgu. În 1040, selgiucizii i-au învins pe Ghaznavizi în Bătălia de la Dandanaqan și au stabilit Imperiul Selgiuc în Marele Khorasan. Baghdad, capitala Califatului Abbasid și centrul lumii islamice, a fost cucerită de selgiucizi în 1055. Având în vedere rolul pe care tradițiile khurasaniene l-au jucat în artă, cultură și tradiții politice în imperiu, perioada selgiucă este descrisă ca un amestec de „influențe turce, persane și islamice”. În a doua jumătate a secolului al XI-lea, turcii selgiucizi au început să pătrundă în Armenia medievală și Anatolia. La acea vreme, Anatolia era o regiune diversă și în mare parte vorbitoare de greacă, după ce fusese anterior elenele.
Turcii selgiucizi i-au învins pe bizantini în Bătălia de la Manzikert din anul 1071 și au stabilit ulterior Sultanatul de Rum. În această perioadă, au existat și principate turcești precum Danishmenzii. Sosirea selgiucizilor a început procesul de turcificare a Anatoliei; au avut loc migrații turce/turcice, căsătorii mixte și conversii la Islam. Schimbarea a durat câteva secole și a avut loc treptat. Membrii ordinelor misticismului islamic, cum ar fi Ordinul Mevlevi, au jucat un rol în islamizarea diverselor popoare din Anatolia. Expansiunea selgiucă a fost unul dintre motivele cruciadelor. În secolul al XIII-lea, a avut loc un al doilea val semnificativ de migrație turcică, pe măsură ce oamenii fugeau de expansiunea mongolă. Sultanatul selgiuc a fost învins de mongoli în Bătălia de la Köse Dağ din anul 1243 și a dispărut până la începutul secolului al XIV-lea. A fost înlocuit de diverse principate turcești.

### Imperiul Otoman

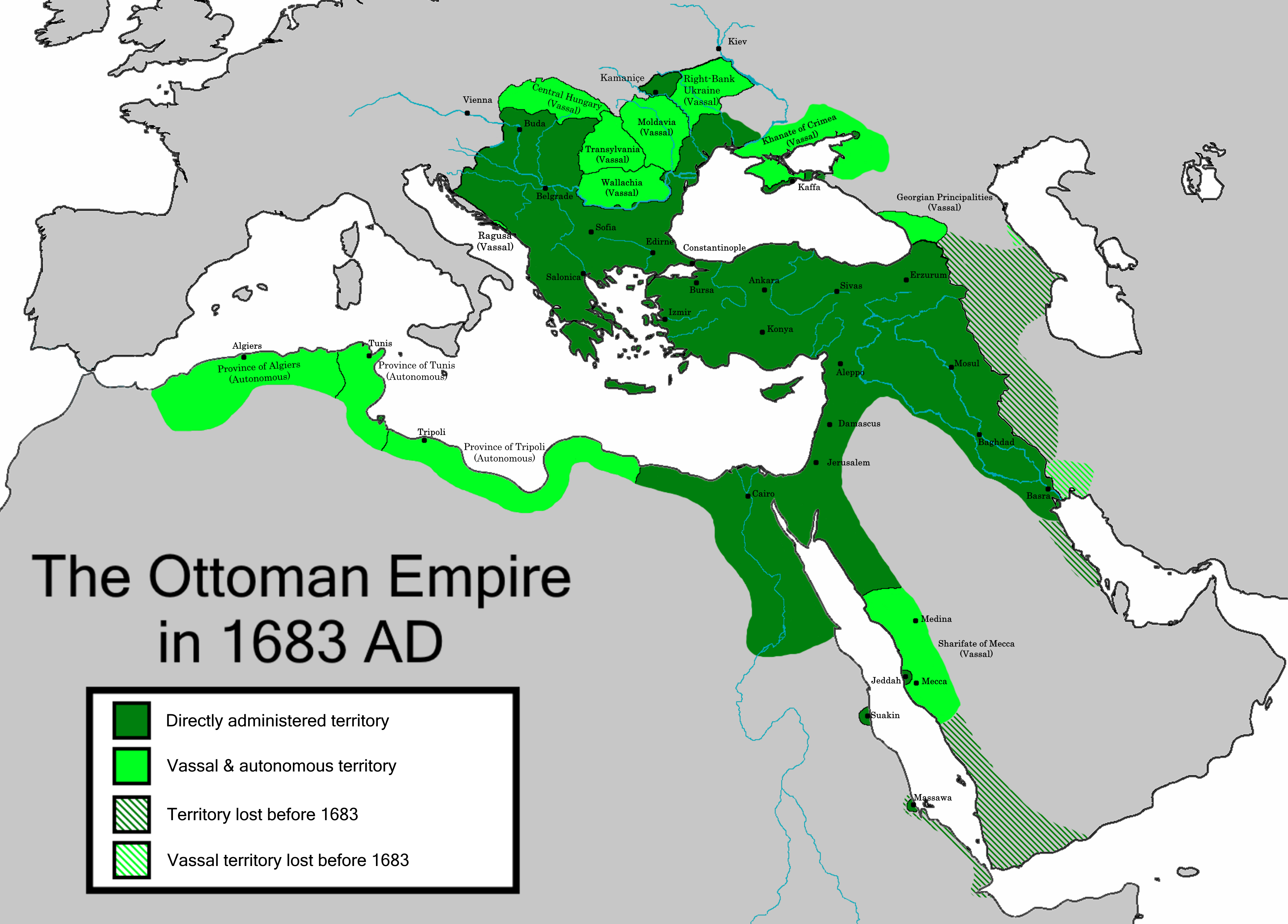
Imperiul Otoman la cea mai mare extindere europeană, în anul 1683, în timpul Bătăliei de la Viena

Centrat în jurul Söğüt, Beilicatul Otoman a fost fondat de Osman I la începutul secolului al XIV-lea. Conform cronicarilor otomani, Osman descindea din tribul Kayı al turcilor oghuz. Otomanii au început să anexeze beilicatele turcești din apropiere din Anatolia și să se extindă în Balcani. Mehmed al II-lea a completat cucerirea otomană a Imperiului Bizantin prin capturarea capitalei sale, Constantinopol, pe data de 29 mai 1453. Selim I a unit Anatolia sub dominația otomană. Turcificarea a continuat pe măsură ce otomanii s-au amestecat cu diverse popoare indigene din Anatolia și Balcani.
Imperiul Otoman a fost o putere globală în timpul domniilor lui Selim I și Suleiman Magnificul. În secolele al XVI-lea și al XVII-lea, evreii sefarzi s-au mutat în Imperiul Otoman după expulzarea lor din Spania. Din a doua jumătate a secolului al XVIII-lea, Imperiul Otoman a început să decadă. Reformele Tanzimat, inițiate de Mahmud al II-lea în anul 1839, aveau ca scop modernizarea statului otoman în conformitate cu progresele realizate în Europa Occidentală. Constituția otomană din 1876 a fost prima dintre statele musulmane, dar a avut o durată scurtă.
Declinul Imperiului Otoman a condus la o creștere a sentimentului naționalist printre diversele sale popoare subjugate, ducând la tensiuni etnice crescute care au izbucnit ocazional în violență, cum ar fi Masacrele hamidiene împotriva armenilor, care au revendicat până la 300.000 de vieți.Format:Sursă mai bună necesară Teritoriile otomane din Europa (Rumelia) au fost pierdute în Primul Război Balcanic (1912–1913). Otomanii au reușit să recupereze unele teritorii din Europa, cum ar fi Edirne, în Al Doilea Război Balcanic (1913).
În secolele al XIX-lea și începutul secolului al XX-lea, persecuția musulmanilor în timpul contracției otomane și în Imperiul Rus au dus la aproximativ 5 milioane de decese, victimele incluzând turci. Cinci până la șapte sau șapte până la nouă milioane de refugiați au migrat în Turcia modernă din Balcani, Caucaz, Crimeea și insulele Mediteraneene, mutând centrul Imperiului Otoman în Anatolia. Pe lângă un număr mic de evrei, refugiații erau în mare majoritate musulmani; aceștia erau atât turci, cât și non-turci, cum ar fi cerchezii și tătarii crimeeni. Paul Mojzes a numit Războaiele Balcanice un „genocid nerecunoscut”, în care mai multe părți au fost atât victime, cât și făptuitori. Refugiații cerchezi includeau supraviețuitorii genocidului cerchez.
După lovitura de stat din 1913, Cei Trei Pași au preluat controlul guvernului otoman. Imperiul Otoman a intrat în Primul Război Mondial de partea Puterilor Centrale și a fost în cele din urmă învins. În timpul războiului, subiecții armeni ai imperiului au fost deportați în Siria ca parte a genocidului armenilor. Ca urmare, aproximativ 600.000 până la peste 1 milion, sau până la 1,5 milioane armeni au fost uciși. Guvernul turc a refuzat să recunoască evenimentele ca genocid și susține că armenii au fost doar „relocați” din zona de război estică. Campanii genocidare au fost comise și împotriva altor grupuri minoritare ale imperiului, cum ar fi asirienii și grecii. După Armistițiul de la Mudros din 1918, Puterile Aliate învingătoare au căutat împărțirea Imperiului Otoman prin Tratatul de la Sèvres din 1920.

### Republica Turcia

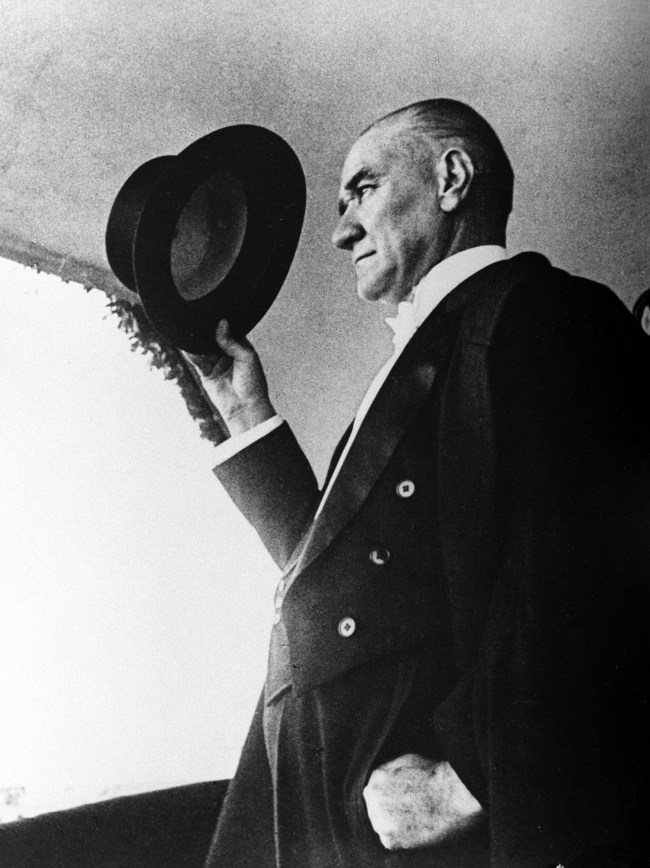
Mustafa Kemal Atatürk, fondatorul și primul președinte al Republicii Turcia

Ocuparea Istanbulului (1918) și İzmir (1919) de către Aliați în urma Primului Război Mondial a inițiat Mișcarea Națională Turcă. Sub conducerea lui Mustafa Kemal Pașa, un comandant militar care se distinsese în timpul Bătăliei de la Gallipoli, Războiul de Independență al Turciei (1919–1923) a fost purtat cu scopul de a revoca termenii Tratatului de la Sèvres (1920).
Guvernul Provizoriu Turc din Ankara, care se declarase guvernul legitim al țării la 23 aprilie 1920, a început să formalizeze tranziția legală de la vechiul sistem politic otoman la noul sistem republican. Guvernul de la Ankara s-a angajat într-o luptă armată și diplomatică. În 1921–1923, armatele armenă, greacă, franceză și britanică fuseseră alungate. Avansul militar și succesul diplomatic al Guvernului de la Ankara au dus la semnarea Armistițiului de la Mudanya pe 11 octombrie 1922. Pe 1 noiembrie 1922, Parlamentul Turc de la Ankara a abolit oficial Sultanatul, punând astfel capăt a 623 de ani de domnie monarhică otomană.
Tratatul de la Lausanne din data de 24 iulie 1923, care a înlocuit Tratatul de la Sèvres, a condus la recunoașterea internațională a suveranității noului stat turc ca stat succesor al Imperiului Otoman. Pe 4 octombrie 1923, ocupația aliaților din Turcia s-a încheiat cu retragerea ultimelor trupe aliate din Istanbul. Republica Turcă a fost proclamată oficial pe data de 29 octombrie 1923 la Ankara, noua capitală a țării. Convenția de la Lausanne a stipulat un schimb de populație între Grecia și Turcia.

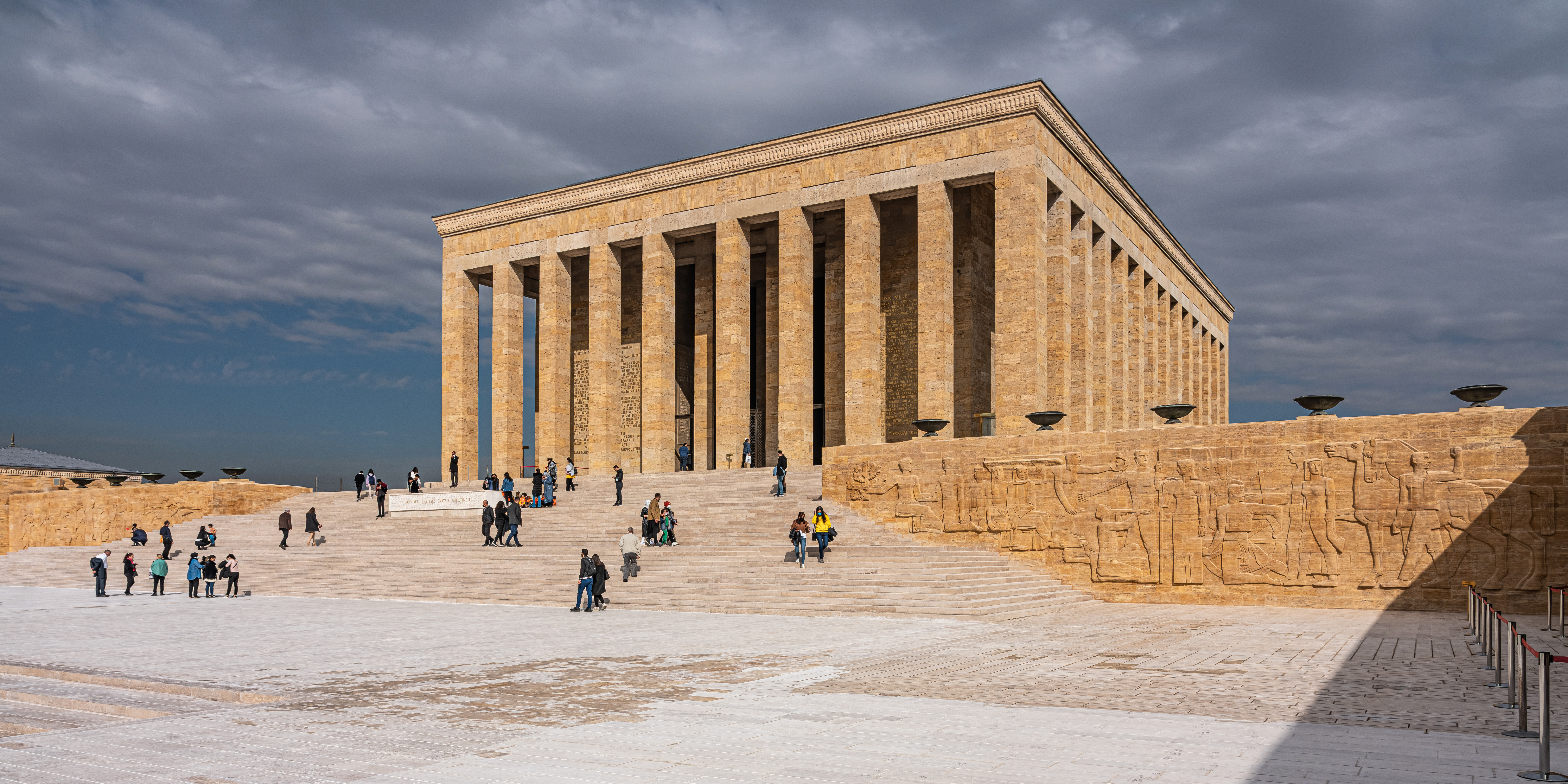
Anıtkabir din Ankara a fost finalizat în anul 1953 pentru a deveni mausoleul lui Mustafa Kemal Atatürk

Mustafa Kemal a devenit primul președinte al republicii și a introdus numeroase reforme. Reformele aveau ca scop transformarea vechii monarhii otomane bazate pe religie și multi-comunale într-un stat național turc care să fie guvernat ca o republică parlamentară sub o constituție seculară. Femeile au obținut dreptul de vot la nivel național în 1934. Prin Legea numelor de familie, Parlamentul Turc i-a acordat lui Kemal numele de familie onorific „Atatürk” („Tatăl Turcilor”). Reformele lui Atatürk au provocat nemulțumiri în unele triburi curde și zaza, ducând la Rebeliunea Șeicului Said în anul 1925 și la Rebeliunea Dersim în anul 1937.
İsmet İnönü a devenit al doilea președinte al țării după moartea lui Atatürk în anul 1938. În anul 1939, Republica Hatay a votat pentru unirea cu Turcia printr-un referendum. Turcia a rămas neutră în timpul aproape întregului Al Doilea Război Mondial, dar a intrat în război de partea Aliaților pe 23 februarie 1945. Mai târziu în acel an, Turcia a devenit membru fondator al Națiunilor Unite. În 1950, Turcia a devenit membru al Consiliului Europei. După ce a luptat ca parte a forțelor ONU în Războiul din Coreea, Turcia a aderat la NATO în 1952, devenind un bastion împotriva expansiunii sovietice în Mediterana.

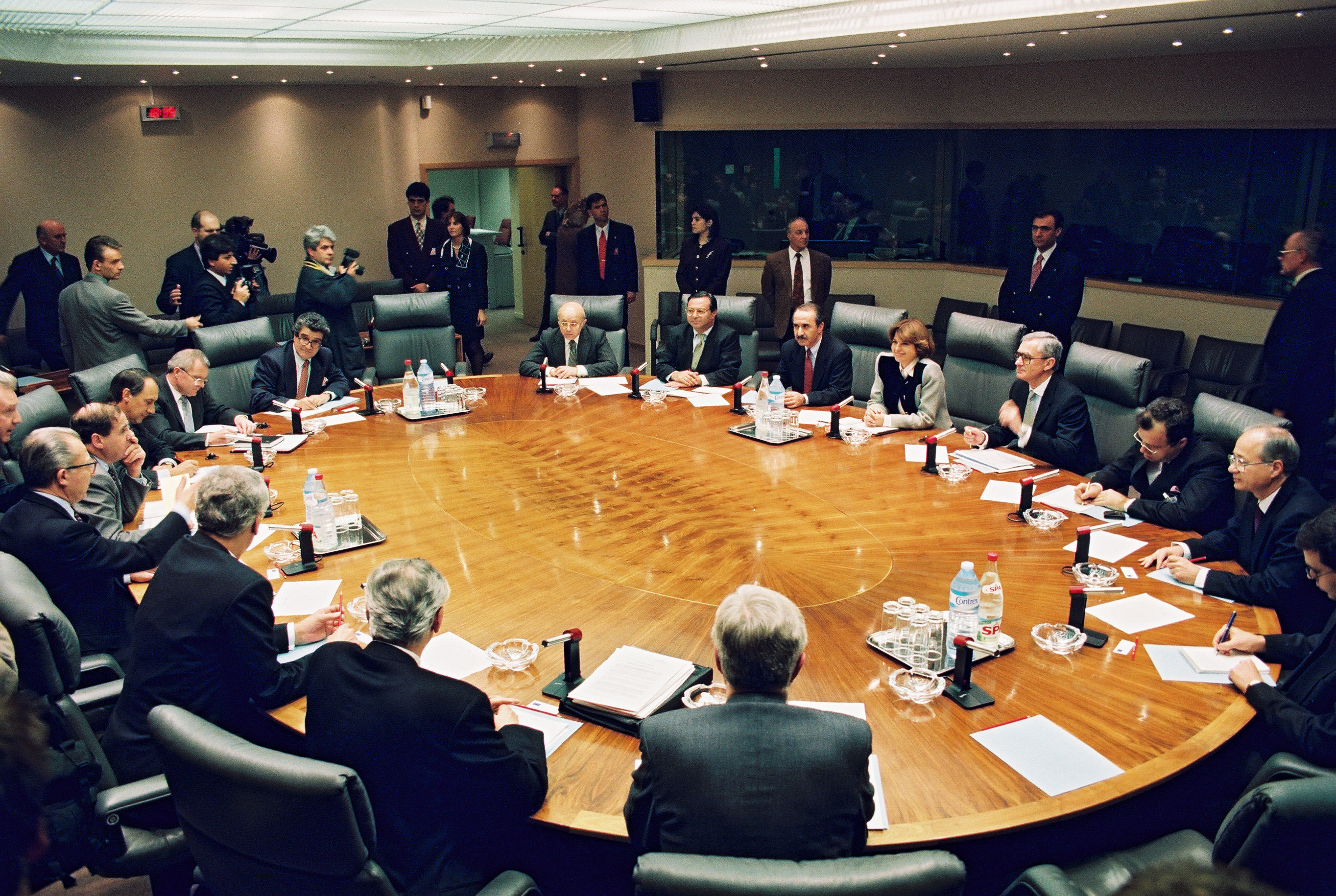
Tansu Çiller, prima femeie prim-ministru a Turciei, participă la o ședință a Comisiei Europene în luna ianuarie a anului 1994

Loviturile de stat sau memorandurile militare, care au avut loc în anii 1960, 1971, 1980 și 1997, au complicat tranziția Turciei către un sistem democratic multipartit. Între 1960 și sfârșitul secolului al XX-lea, liderii proeminenți din politica turcă care au obținut multiple victorii electorale au fost Süleyman Demirel, Bülent Ecevit și Turgut Özal. PKK a început o „campanie de atacuri teroriste împotriva țintelor civile și militare” în anii 1980. Este desemnată ca organizație teroristă de către Turcia, Statele Unite, și Uniunea Europeană. Tansu Çiller a devenit prima femeie prim-ministru a Turciei în 1993. Turcia a solicitat aderarea la CEE în anul 1987, a aderat la Uniunea Vamală a Uniunii Europene în 1995 și a început negocierile de aderare cu Uniunea Europeană în 2005. Uniunea Vamală a avut un impact important asupra sectorului manufacturier turc.
În 2014, prim-ministrul Recep Tayyip Erdoğan a câștigat primele alegeri prezidențiale directe din Turcia. Pe 15 iulie 2016, o încercare de lovitură de stat nereușită a încercat să înlăture guvernul. Conform guvernului turc, există 13.251 de persoane arestate sau condamnate în închisoare din 2024, legate de încercarea de lovitură de stat din anul 2016. Printr-un referendum din 2017, republica parlamentară a fost înlocuită de un sistem prezidențial executiv. Funcția de prim-ministru a fost desființată, iar puterile și atribuțiile sale au fost transferate președintelui. În ziua referendumului, în timp ce votul era încă în desfășurare, Consiliul Suprem Electoral a ridicat o regulă care impunea ca fiecare buletin de vot să aibă un ștampilă oficială. Partidele de opoziție au susținut că până la 2,5 milioane de buletine de vot fără ștampilă au fost acceptate ca valide.

## Diviziuni administrative
Turcia are o structură unitară în ceea ce privește administrația publică, iar provinciile sunt subordonate guvernului central din Ankara. În centrele provinciilor, guvernul este reprezentat de guvernatorii provinciei (vali) și în orașe de guvernatori (kaymakam). Alți oficiali publici de rang înalt sunt, de asemenea, numiți de guvernul central, cu excepția primarilor (belediye bașkanı) care sunt aleși de către constituenți. Municipalitățile turce au organe legislative locale (belediye meclisi) pentru luarea deciziilor privind problemele municipale.
Turcia este subdivizată în 81 provincii (il sau vilayet) în scopuri administrative. Fiecare provincie este împărțită în districte (ilçe), pentru un total de 973 de districte. Turcia este, de asemenea, subdivizată în 7 regiuni (bölge) și 21 de subregiuni pentru măsurători geografice, demografice și economice, sondaje și clasificări; acest lucru nu se referă la o diviziune administrativă.

## Guvern și politică
Turcia este o republică prezidențială într-un sistem de multipartid. Constituția actuală a fost adoptată în 1982. În sistemul unitar turc, cetățenii sunt supuși la trei niveluri de guvernare: național, provincial și local. Sarcinile guvernului local sunt împărțite în mod obișnuit între guvernele municipale și districte, în care oficialii executivi și legislativi sunt aleși prin vot plural al cetățenilor pe district. Guvernul este compus din trei ramuri: prima este ramura legislativă, reprezentată de Marea Adunare Națională a Turciei; a doua este ramura executivă, reprezentată de Președintele Turciei; iar a treia este ramura judiciară, care include Curtea Constituțională, Curtea de Casație și Curtea Contenciosului.
Parlamentul are 600 de locuri, distribuite între provincii proporțional cu populația. Parlamentul și președintele servesc mandate de cinci ani, cu alegeri în aceeași zi. Președintele este ales prin vot direct și nu poate candida pentru realegere după două mandate, cu excepția cazului în care parlamentul convocă alegeri prezidențiale anticipate în timpul celui de-al doilea mandat. Curtea Constituțională este compusă din 15 membri, aleși pentru un singur mandat de 12 ani. Aceștia sunt obligați să se retragă atunci când depășesc vârsta de 65 de ani. Politica turcă a devenit din ce în ce mai asociată cu regresul democratic, fiind descrisă ca un sistem autoritar competitiv.

### Partide și alegeri
Alegerile în Turcia sunt organizate pentru șase funcții guvernamentale: prezidențiale (naționale), parlamentare (naționale), primari de municipalități (locale), primari de districte (locale), membri ai consiliilor provinciale sau municipale (locale) și muhtari (locale). Referendumurile sunt, de asemenea, organizate ocazional. Fiecare cetățean turc care a împlinit 18 ani are dreptul de a vota și de a candida la alegeri. Votul universal pentru ambele sexe este aplicat în întreaga Turcie din anul 1934. În Turcia, ratele de participare la alegerile locale și generale sunt ridicate în comparație cu multe alte țări, situându-se de obicei peste 80%. Președintele Recep Tayyip Erdoğan îndeplinește în prezent funcția de șef de stat și șef de guvern. Özgür Özel este Liderul Opoziției Principale. Ultimele alegeri parlamentare și prezidențiale au avut loc în anul 2023.
Curtea Constituțională poate retrage finanțarea publică a partidelor politice pe care le consideră anti-seculare sau care au legături cu terorismul, sau poate interzice complet existența acestora. Pragul electoral pentru partidele politice la nivel național este de șapte la sută din voturi. Partidele mai mici pot evita pragul electoral formând o alianță cu alte partide. Candidații independenți nu sunt supuși unui prag electoral.
Pe partea dreaptă a spectrului politic turc, partide precum Partidul Democrat, Partidul Justiției, Partidul Patriei și Partidul Justiției și Dezvoltării au devenit cele mai populare partide politice din Turcia, câștigând numeroase alegeri. Partidele de dreapta din Turcia sunt mai predispuse să adopte principiile ideologiilor politice precum conservatorismul, naționalismul sau islamismul. Pe partea stângă a spectrului, partide precum Partidul Popular Republican, Partidul Social Democrat Populist și Partidul Stângii Democrate au cunoscut odată cele mai mari succese electorale. Partidele de stânga sunt mai predispuse să adopte principiile socialismului, kemalismului sau secularismului.

### Justiție

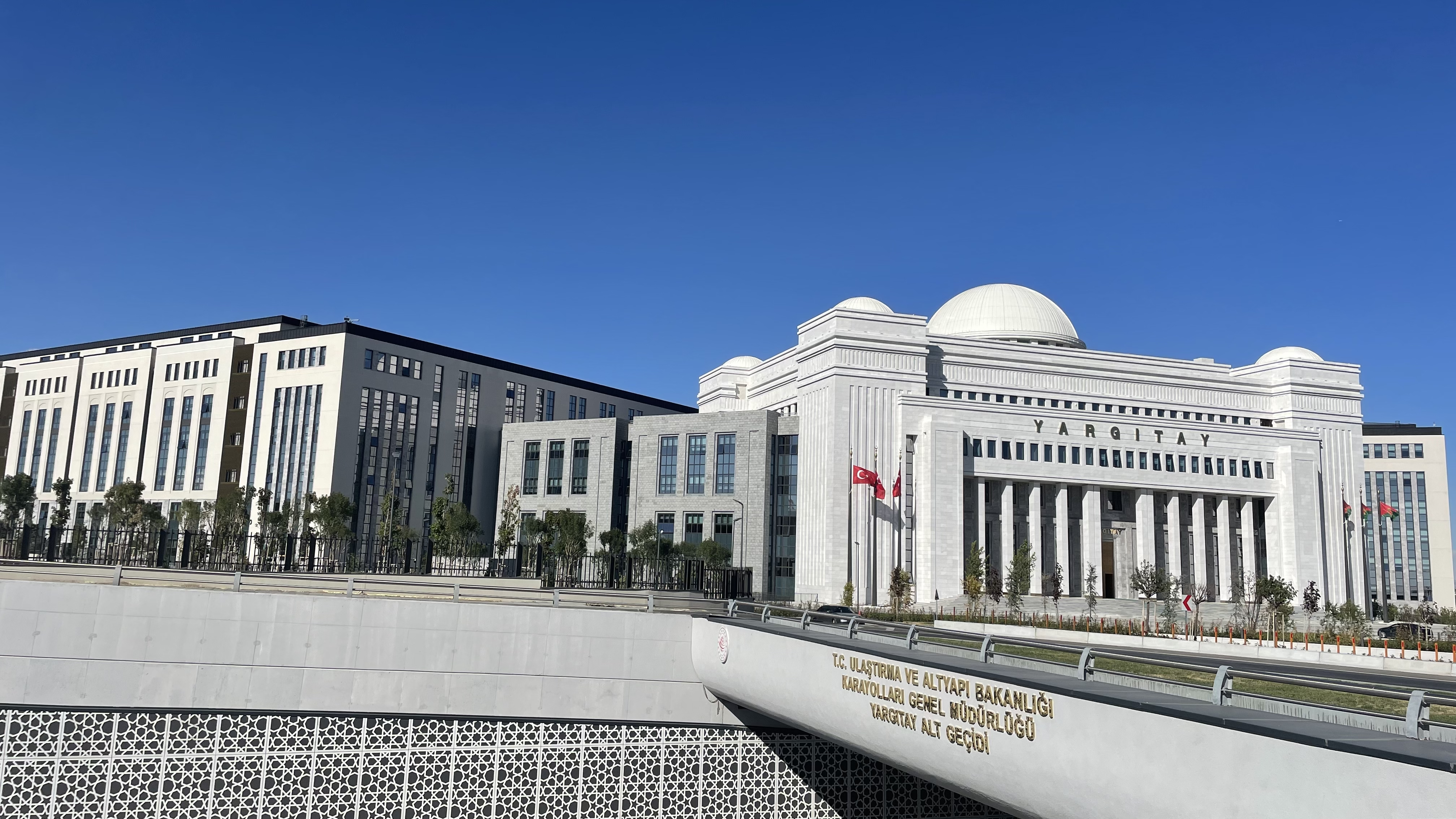
Curtea de Casație este instanța supremă pentru revizuirea sentințelor pronunțate de instanțele de drept penal și civil.

Odată cu înființarea Republicii, Turcia a adoptat un sistem juridic de drept civil, înlocuind Legea otomană derivată din Sharia. Codul Civil, adoptat în anul 1926, s-a bazat pe Codul Civil Elvețian din anul 1907 și Codul Obligațiilor Elvețian din anul 1911. Deși a suferit o serie de modificări în anul 2002, își păstrează o mare parte din baza Codului original. Codul Penal, bazat inițial pe Codul Penal Italian, a fost înlocuit în 2005 de un Cod cu principii similare Codul Penal German și, în general, dreptului german. Drept administrativul se bazează pe echivalentul francez, iar dreptul procedural arată, în general, influența sistemelor juridice elvețiene, germane și franceze. Principiile islamice nu joacă un rol în sistemul juridic.
Aplicarea legii în Turcia este realizată de mai multe agenții sub jurisdicția Ministerului Afacerilor Interne. Aceste agenții sunt Direcția Generală de Securitate, Comandamentul General al Jandarmeriei și Comandamentul Gardei de Coastă. În anii guvernării Partidului Justiției și Dezvoltării și a lui Erdoğan, în special din 2013, independența și integritatea sistemului judiciar turc au fost din ce în ce mai mult puse la îndoială de instituții, parlamentari și jurnaliști atât din interiorul, cât și din afara Turciei, din cauza interferențelor politice în promovarea judecătorilor și procurorilor și în îndeplinirea atribuțiilor lor publice.

### Relații externe

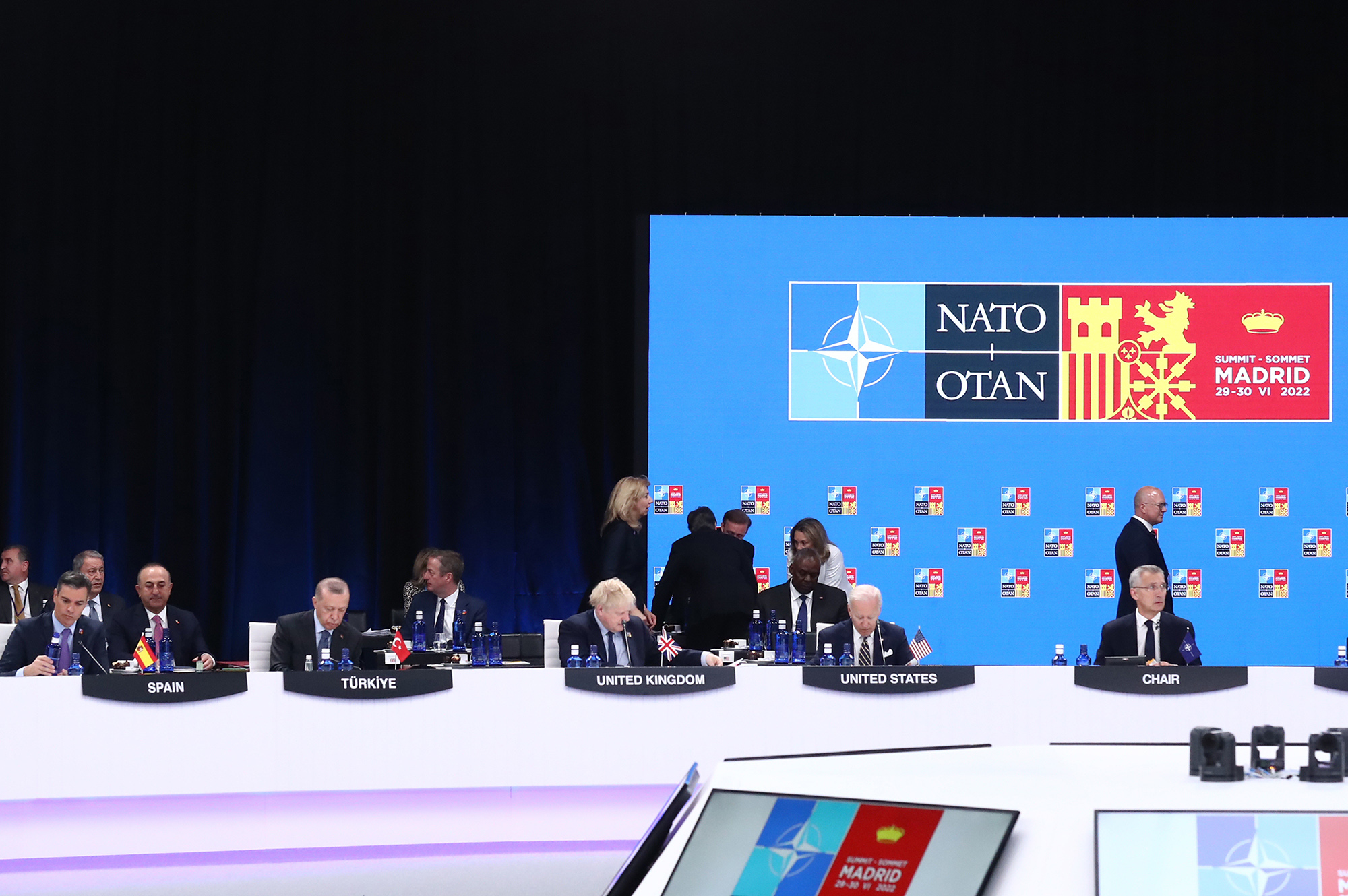
Turcia este membră a NATO din anul 1952, deține cea de-a doua cea mai mare armată și găzduiește sediul Comandamentului Terestru Aliat.

Membri și observatori ai Organizației Statelor Turcice

Obiectivul constant al politicii externe a Turciei este să-și urmărească interesele naționale. Aceste interese sunt în principal creșterea economiei și menținerea securității față de amenințări teroriste interne și externe. După înființarea Republicii, Atatürk și İnönü au urmat principiul „pace acasă, pace în lume” până la începutul Războiului Rece. După amenințările din partea Uniunii Sovietice, Turcia a căutat să se alieze cu Statele Unite și a aderat la NATO în 1952. În general, Turcia urmărește relații bune cu Asia Centrală, Caucazul, Rusia, Orientul Mijlociu și Iran. De asemenea, Turcia dorește să își păstreze mereu relațiile intacte cu Occidentul. Prin comerțul cu estul și aderarea la UE, Turcia urmărește creșterea economică. Turcia a aderat la Uniunea Vamală a Uniunii Europene în 1995, dar negocierile de aderare la UE sunt înghețate din anul 2024.
Turcia a fost numită o putere emergentă, o putere mijlocie, și o putere regională. Turcia a căutat relații mai strânse cu statele turcice din Asia Centrală după destrămarea Uniunii Sovietice. Au fost realizate relații mai strânse cu Azerbaidjan, o țară apropiată din punct de vedere cultural. Turcia este membră fondatoare a Organizației Internaționale a Culturii Turcice și a Organizației Statelor Turkice. Este, de asemenea, membră a Organizației pentru Securitate și Cooperare în Europa, Consiliului Europei și Organizației pentru Cooperare Islamică.
După Primăvara Arabă, Turcia a avut probleme cu țări precum Emiratele Arabe Unite, Arabia Saudită și Egipt. Relațiile cu aceste țări s-au îmbunătățit de atunci. Excepția este Siria, cu care Turcia și-a întrerupt relațiile după începutul războiului civil sirian. Există dispute cu Grecia privind limitele maritime și cu Cipru.
În 2018, armata turcă și forțele sprijinite de Turcia au început o operațiune în Siria menită să înlăture YPG (pe care Turcia o consideră o ramură a PKK-ului, interzis) din enclava Afrin. Turcia a efectuat, de asemenea, atacuri aeriene în Kurdistanul Irakian, care au fost criticate de Irak pentru încălcarea suveranității sale și uciderea civililor. Relațiile diplomatice cu Israel au fost deteriorate după Raidul asupra flotilei din Gaza, normalizate în 2016, și întrerupte din nou după Invazia israeliană a Fâșiei Gaza. În 2024, Turcia a încetat comerțul cu Israel.

### Armata

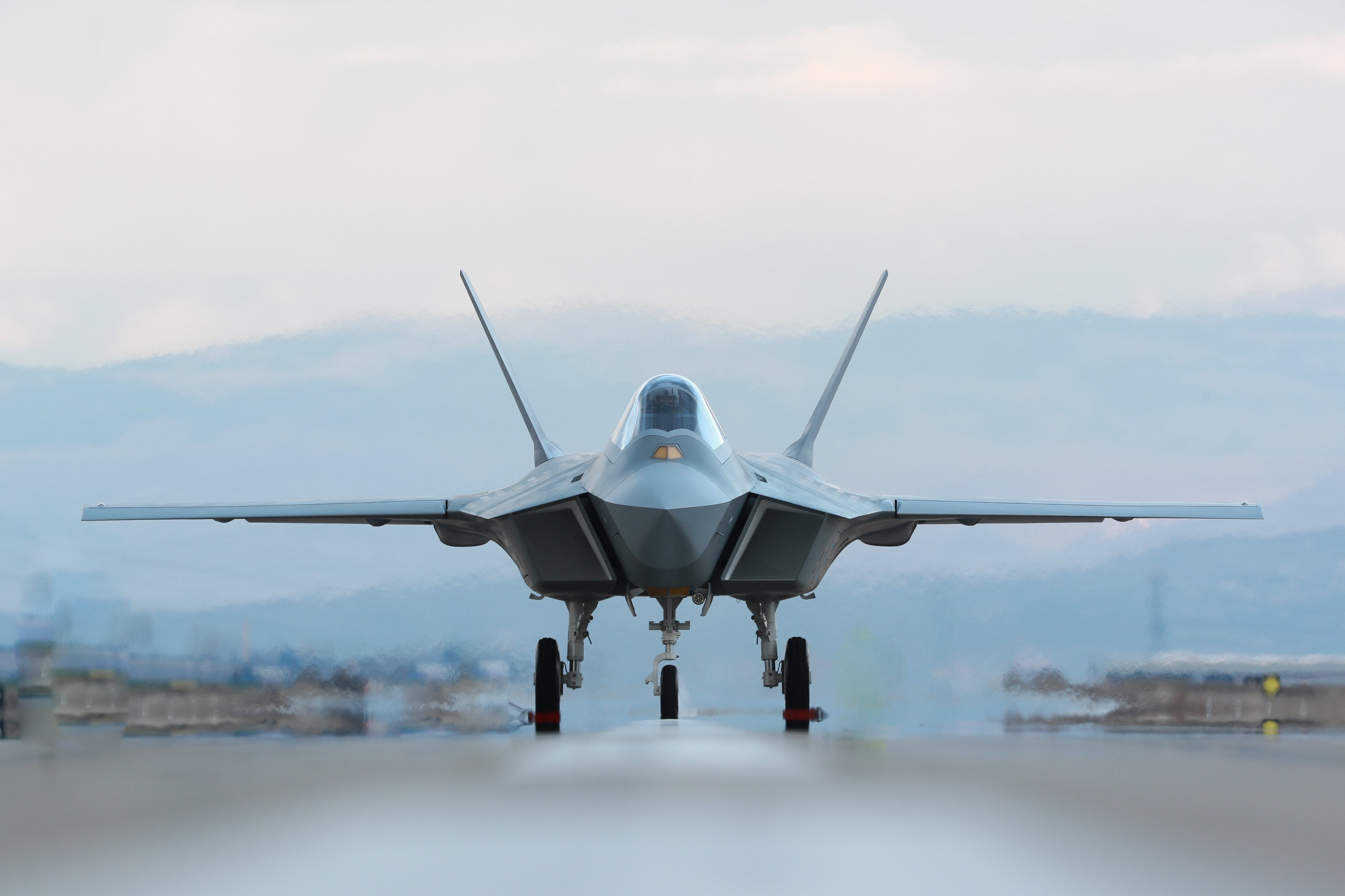
TAI TF Kaan este în prezent produs de Turkish Aerospace Industries pentru Forțele Aeriene Turce.

Forțele Armate Turce sunt responsabile de apărarea împotriva amenințărilor externe. Deși Comandantul Suprem este Președintele, Statul Major, Forțele Aeriene, Forțele Navale și Forțele Terestre raportează de obicei către Ministrul Apărării Naționale. Comandamentul General al Jandarmeriei și Comandamentul Gardei de Coastă sunt sub jurisdicția Ministerului Afacerilor Interne. Serviciul militar este obligatoriu pentru 6–12 luni pentru bărbați, care este redus la o lună după plata unei taxe. Turcia nu recunoaște obiectorii de conștiință și nu oferă o alternativă civilă la serviciul militar.
Turcia are cea de-a doua cea mai mare forță militară permanentă din NATO, după Statele Unite, cu o estimare de 890.700 de militari în februarie 2022. Ca parte a politicii de partajare nucleară a NATO, Turcia găzduiește aproximativ 20 de bombe nucleare B61 ale Statelor Unite la Baza Aeriană Incirlik. Forțele Armate Turce au o prezență militară relativ substanțială în străinătate, cu baze militare în Albania, Irak, Qatar, și Somalia. Țara menține, de asemenea, o forță de 36.000 de soldați în Ciprul de Nord din 1974.
Turcia a participat la misiuni internaționale sub egida Națiunilor Unite și NATO încă din Războiul din Coreea, inclusiv misiuni de menținere a păcii în Somalia, Iugoslavia și Cornul Africii. A sprijinit forțele coaliției în Primul Război din Golf, a contribuit cu personal militar la Forța Internațională de Asistență pentru Securitate din Afganistan și rămâne activă în Forța din Kosovo, Eurocorps și Grupurile de Luptă ale UE. Începând din 2016, Turcia a asistat forțele Peshmerga din nordul Irakului și Forțele Armate Somaliene cu securitate și instruire.

### Drepturile omului

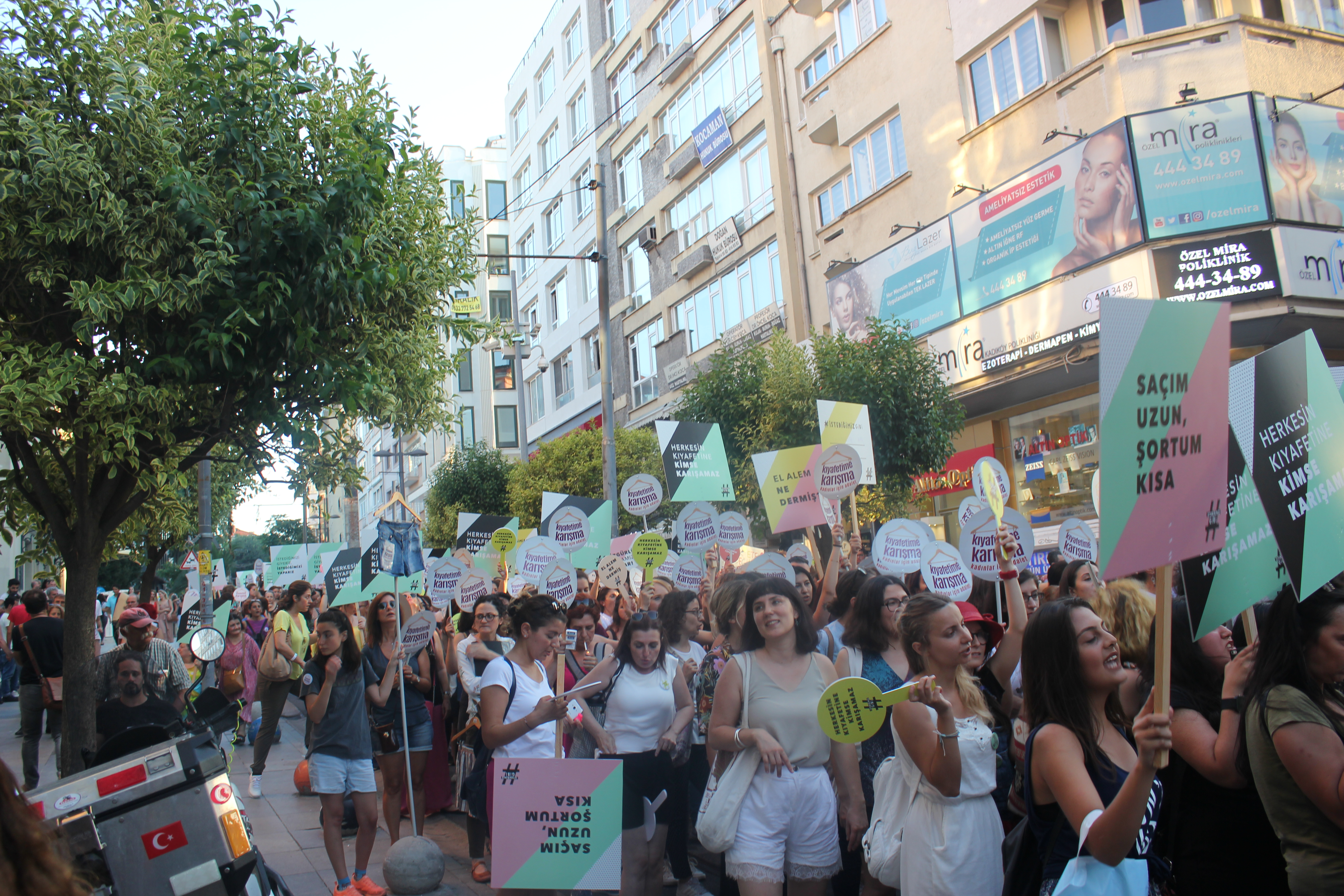
Femei care protestează în Istanbul

Articolul 2 din Constituția Turciei include referiri la respectarea statului de drept și a drepturilor omului. În anii 2000, au fost făcute modificări legale pentru utilizarea publică și predarea în limba kurdă. Aceasta a inclus deschiderea unui canal TV național în limba kurdă. Diverse „deschideri” au fost făcute pentru a aborda preocupările minorităților precum alevii, kurzii etnici și romii etnici. Pedepsele pentru violența împotriva femeilor au fost întărite.
În anul 2013, au izbucnit proteste la scară largă, declanșate de un plan de demolare a Parcului Gezi, dar care au crescur rapid în disidență anti-guvernamentală generală. Pe data de 20 mai 2016, parlamentul turc a retras imunitatea de urmărire penală de la aproape un sfert dintre membrii săi, inclusiv 101 de deputați din partea pro-kurdă HDP și a principalului partid de opoziție CHP. Conform Comitetului pentru Protejarea Jurnaliștilor, există 13 jurnaliști închiși în Turcia. În raportul său din 2023, Comisia Europeană a criticat modul în care funcționează instituțiile democratice din Turcia. Criticile au fost respinse de Turcia. Începând din 2023, Turcia este țara cu cel mai mare număr de cazuri la Curtea Europeană a Drepturilor Omului.

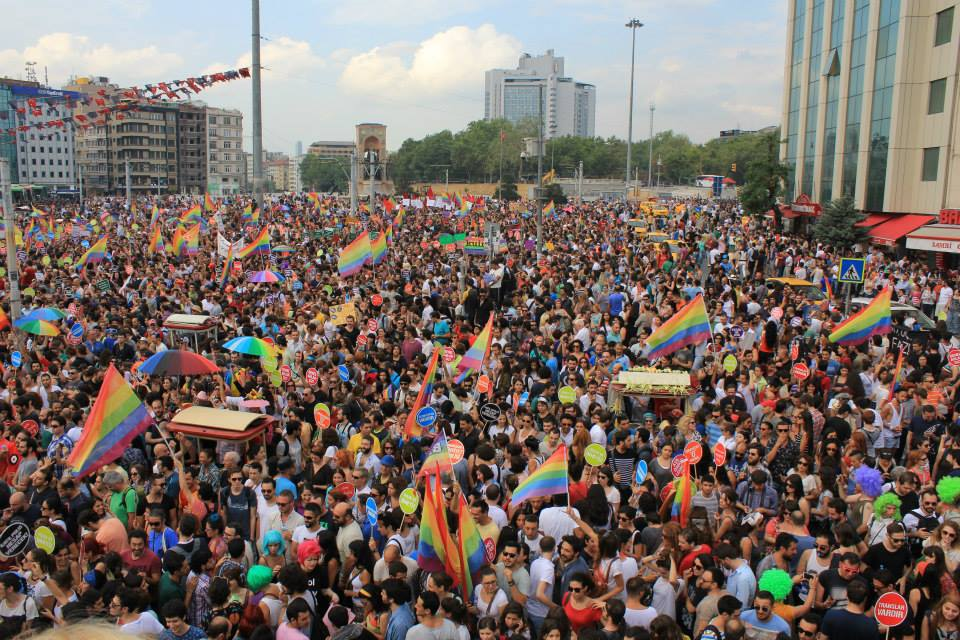
Parada a fost organizată pentru prima dată în 2003. Din 2015, paradele din Istanbul au fost interzise de guvern.

Înainte de anul 1858, Imperiul Otoman avea „o acomodare legală indulgentă a intimității între persoane de același sex”. Când erau urmărite penal, pedeapsa consta în amenzi bănești. În anul 1858, Codul Penal francez din 1810 a fost adoptat de otomani, care nu prevedea pedepse pentru intimitatea între persoane de același sex care era privată. Sub Republică, actele homosexuale nu au fost niciodată criminalizate. Cu toate acestea, persoanele LGBT din Turcia se confruntă cu discriminare, hărțuire și chiar violență. Într-un sondaj realizat în 2016, 33% dintre respondenți au spus că persoanele LGBT ar trebui să aibă drepturi egale, procent care a crescut la 45% în anul 2020. Un alt sondaj din anul 2018 a constatat că proporția persoanelor care nu ar dori un vecin homosexual a scăzut de la 55% în 2018 la 47% în 2019.
Când Mândria LGBT din Istanbul anuală a fost inaugurată în 2003, Turcia a devenit prima țară majoritar musulmană care a organizat o paradă a mândriei gay. Din 2015, paradele din Piața Taksim și Bulevardul İstiklal au fost interzise de guvern, invocând motive de securitate, dar sute de persoane au sfidat interdicția în fiecare an. Interdicțiile au fost criticate.

## Geografie

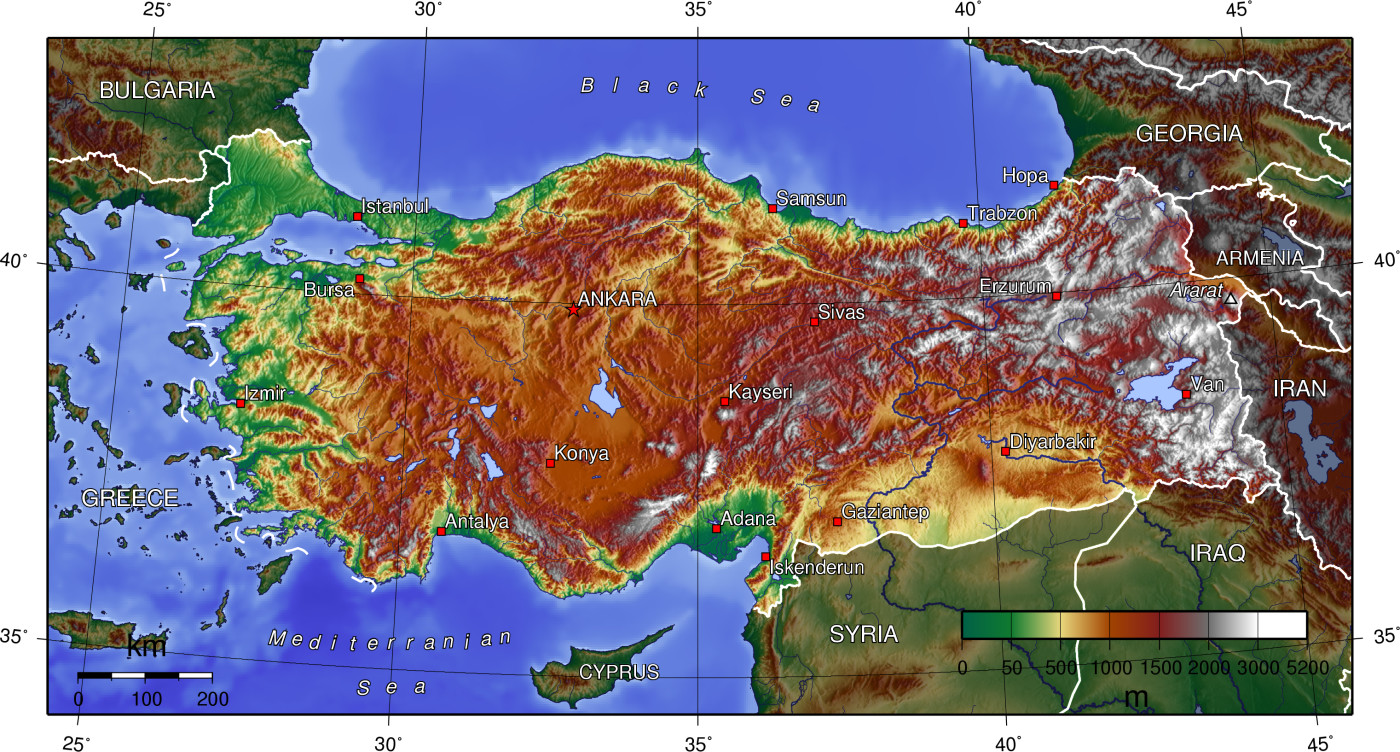
Hartă topografică a Turciei

Turcia acoperă o suprafață de 783.562 kilometri pătrați (302.535 square milei). Cu Strâmtorile turcești și Marea Marmara între ele, Turcia face legătura între Asia de Vest și Europa de Sud-Est. Partea asiatică a Turciei acoperă 97% din suprafața sa și este adesea numită Anatolia. O altă definiție a limitei estice a Anatoliei este o linie imprecisă de la Marea Neagră la Golful Iskenderun. Tracia de Est, partea europeană a Turciei, include aproximativ 10% din populație și acoperă 3% din suprafața totală. Țara este înconjurată de mări pe trei laturi: Marea Egee la vest, Marea Neagră la nord și Marea Mediterană la sud. Turcia este mărginită de Georgia, Armenia, Azerbaidjan și Iran la est. La sud, este mărginită de Siria și Irak. La nord, zona sa tracă este mărginită de Grecia și Bulgaria.
Turcia este împărțită în „șapte regiuni majore”: Marmara, Egee, Anatolia Centrală, Marea Neagră, Anatolia de Est, Anatolia de Sud-Est și Mediterana. Ca tendință generală, Platoul Anatolian interior devine din ce în ce mai accidentat pe măsură ce avansează spre est. Lanțurile montane includ lanțurile montane Köroğlu și Pontic la nord, și Munții Taurus la sud. Regiunea Lacurilor conține unele dintre cele mai mari lacuri din Turcia, cum ar fi Lacul Beyșehir și Lacul Eğirdir.

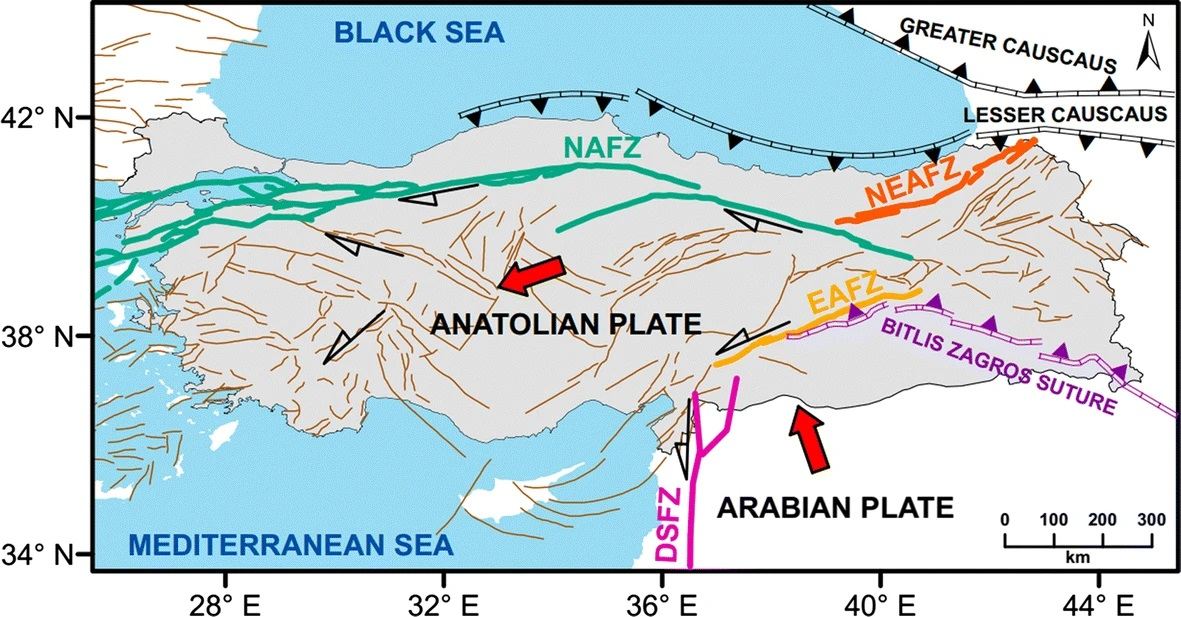
Hartă tectonică a Turciei. Liniile drepte și liniile cu triunghiuri denotă diferite tipuri de falii, cum ar fi Falia Anatoliană de Nord și Falia Anatoliană de Est.

Geografii au folosit termenii de platou anatolian estic, platou iranian și Platoul Armean pentru a se referi la zona montană din jurul locului unde plăcile tectonice Arabă și Eurasiană se îmbină. Definițiile platoului anatolian estic și platoului armean se suprapun în mare măsură. Regiunea Anatolia de Est conține Muntele Ararat, cel mai înalt punct al Turciei la 5.137 metri (16.854 picioare), și Lacul Van, cel mai mare lac din țară. Estul Turciei găzduiește izvoarele unor râuri precum Eufrat, Tigru și Râul Aras. Regiunea Anatolia de Sud-Est include câmpiile nordice ale Mesopotamiei Superioare.
Cutremurele sunt frecvente în Turcia. Aproape întreaga populație trăiește în zone cu niveluri variate de risc seismic, aproximativ 70% aflându-se în zonele cu cel mai mare sau al doilea cel mai mare risc seismic. Placa Anatoliană este mărginită de zona Falia Anatoliană de Nord la nord; zona Falia Anatoliană de Est și zona de coliziune Bitlis–Zagros la est; zonele de subducre elenică și cipriotă la sud; și zona extensională Egee la vest. După cutremurele din İzmit și Düzce din 1999, activitatea zonei Faliei Anatoliene de Nord „este considerată una dintre cele mai periculoase pericole naturale din Turcia”. Cutremurele din Turcia și Siria din 2023 au fost cele mai devastatoare din istoria contemporană a Turciei. Turcia este uneori comparată nefavorabil cu Chile, o țară cu un nivel similar de dezvoltare conform Indicelui Dezvoltării Umane, care este mai de succes în pregătirea pentru cutremure.

### Biodiversitate

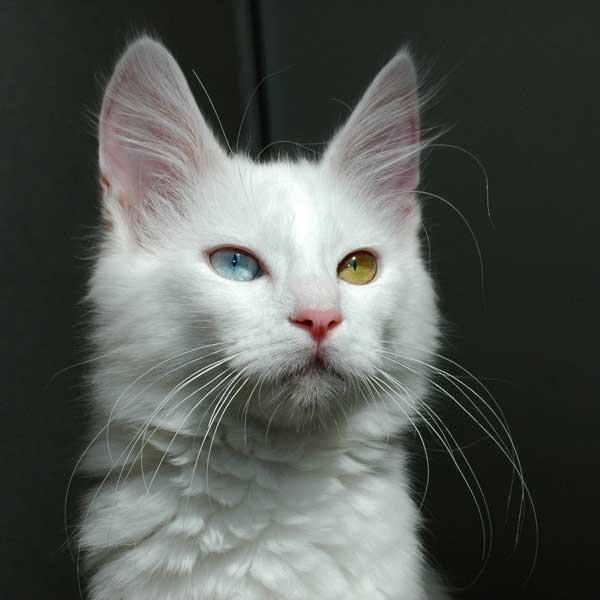
O pisică albă de Angora Turc cu ochi de culori diferite (heterocromie), fapt comun la rasa Angora

Poziția Turciei la răscrucea rutelor terestre, maritime și aeriene dintre cele trei continente ale Lumii Vechi și varietatea habitatelor din regiunile sale geografice au dus la o diversitate semnificativă de specii și un ecosistem vibrant. Dintre cele 36 de puncte fierbinți ale biodiversității din lume, Turcia include 3 dintre ele. Acestea sunt punctele fierbinți ale Mediteranei, Irano-Anatolia și Caucaz.
Pădurile Turciei găzduiesc stejarul turcesc. Cea mai comună specie din genul Platanus (platan) este orientalis. Pinul turcesc (Pinus brutia) se găsește în principal în Turcia și alte țări est-mediteraneene. Mai multe specii sălbatice de lalea sunt native Anatoliei, iar floarea a fost introdusă pentru prima dată în Europa Occidentală cu specii aduse din Imperiul Otoman în secolul al XVI-lea.
Există 40 de parcuri naționale, 189 de parcuri naturale, 31 de zone de protecție a naturii, 80 de zone de protecție a faunei sălbatice și 109 monumente naturale în Turcia, cum ar fi Parcul Național Istoric Peninsula Gallipoli, Parcul Național Muntele Nemrut, Parcul Național Troia Antică, Parcul Natural Ölüdeniz și Parcul Natural Polonezköy. Pădurile de conifere și foioase din Anatolia de Nord este o ecoregiune care acoperă cea mai mare parte a Munților Pontici din nordul Turciei, în timp ce Pădurile mixte din Caucaz se întind peste extremitatea estică a lanțului muntos. Regiunea găzduiește fauna eurasiatică, cum ar fi uliu păsărar, acvila de munte, acvila de câmp, acvila țipătoare mică, cocoșul negru caucazian, cinteza cu frunte roșie și fluturașul de stâncă.
Leopardul anatolian este încă găsit în număr foarte mic în regiunile din nord-est și sud-est ale Turciei. Râsul eurasiatic, pisica sălbatică europeană și caracalul sunt alte specii de felide care se găsesc în pădurile Turciei. Tigrul caspian, acum dispărut, a trăit în regiunile cele mai estice ale Turciei până în a doua jumătate a secolului XX. Animale domestice renumite din Ankara includ pisica Angora, iepurele Angora și capra Angora; iar din Provincia Van, pisica Van. Rasele naționale de câini sunt Kangal (Ciobănesc Anatolian), Malaklı și Akbaș.

### Climă

Tipurile de climă Köppen din Turcia pentru perioada 1980–2016

Zonele de coastă ale Turciei care se învecinează cu Marea Egee și Marea Mediterană au un climat temperat mediteranean, cu veri fierbinți și uscate, precum și ierni blânde până reci și umede. Zonele de coastă care se învecinează cu Marea Neagră au un climat temperat oceanic, cu veri calde și umede, precum și ierni reci până foarte reci și umede. Coasta turcească a Mării Negre primește cea mai mare cantitate de precipitații și este singura regiune din Turcia care înregistrează precipitații abundente pe tot parcursul anului. Partea de est a coastei Mării Negre are o medie de 2.200 millimetrui (87 in) anual, ceea ce o face cea mai ploioasă regiune din țară. Zonele de coastă care se învecinează cu Marea Marmara, care leagă Marea Egee de Marea Neagră, au un climat de tranziție între un climat temperat mediteranean și un climat temperat oceanic, cu veri calde până foarte calde și moderat uscate, precum și ierni reci până foarte reci și umede.
Zăpada cade pe zonele de coastă ale Mării Marmara și Mării Negre aproape în fiecare iarnă, dar de obicei se topește în câteva zile. Cu toate acestea, zăpada este rară pe zonele de coastă ale Mării Egee și foarte rară pe zonele de coastă ale Mării Mediterane. Iernile pe platoul Anatolian sunt deosebit de severe. Temperaturi de −30 la −40 °C (−22 la −40 °F) pot apărea în nord-estul Anatoliei, iar zăpada poate sta pe sol timp de cel puțin 120 de zile pe an, iar pe tot parcursul anului pe vârfurile celor mai înalți munți. În Anatolia centrală, temperaturile pot scădea sub −20 °C (−4 °F), iar în munți este și mai frig. Munții apropiați de coastă împiedică influențele mediteraneene să se extindă în interior, oferind Platoului Central Anatolian un climat continental cu anotimpuri puternic contrastante.
Datorită factorilor socioeconomici, climatici și geografici, Turcia este foarte vulnerabilă la schimbările climatice. Acest lucru se aplică la nouă din zece dimensiuni ale vulnerabilității climatice, cum ar fi „riscul mediu anual pentru bunăstare”. Mediana OECD este de două din zece. Creșterea economică rapidă și incluzivă este necesară pentru a reduce vulnerabilitatea. Turcia își propune să atingă zero emisii nete până în 2053. Realizarea obiectivelor climatice ar necesita investiții mari, dar ar aduce și beneficii economice nete, în principal datorită reducerii importurilor de combustibil și îmbunătățirii sănătății prin reducerea poluării aerului.

## Economie

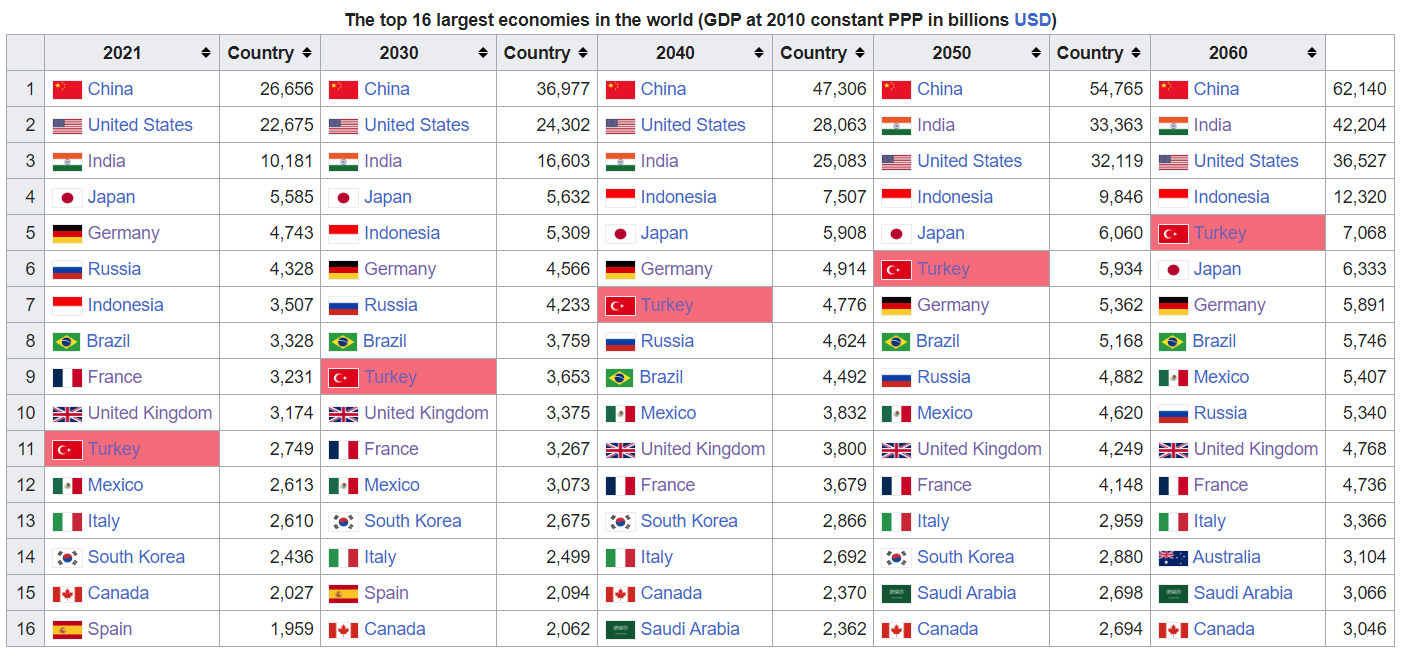
Turcia este așteptată să aibă o creștere economică rapidă datorită demografiei și urbanizării accelerate. Tabelul următor provine din Proiecțiile pe Termen Lung ale OECD.

Turcia este o țară cu venituri medii spre ridicate și o piață emergenta. Fiind membru fondator al OECD și G20, este a 17-a economie mondială după PIB nominal și a 12-a economie mondială după PIB ajustat la PPC. Este clasificată printre țările nou industrializate. Serviciile reprezintă majoritatea PIB-ului, în timp ce industria contribuie cu peste 30%. Agricultura contribuie cu aproximativ 7%. Conform estimărilor FMI, PIB-ul pe cap de locuitor al Turciei ajustat la PPC este de 40.283 USD în 2024, în timp ce PIB-ul nominal pe cap de locuitor este de 15.666 USD. Investițiile străine directe în Turcia au atins un maxim de 22,05 miliarde USD în 2007 și au scăzut la 13,09 miliarde USD în 2022. Potențialul de creștere este slăbit de obstacole structurale și macroeconomice de lungă durată, cum ar fi ratele lente de creștere a productivității și inflația ridicată.

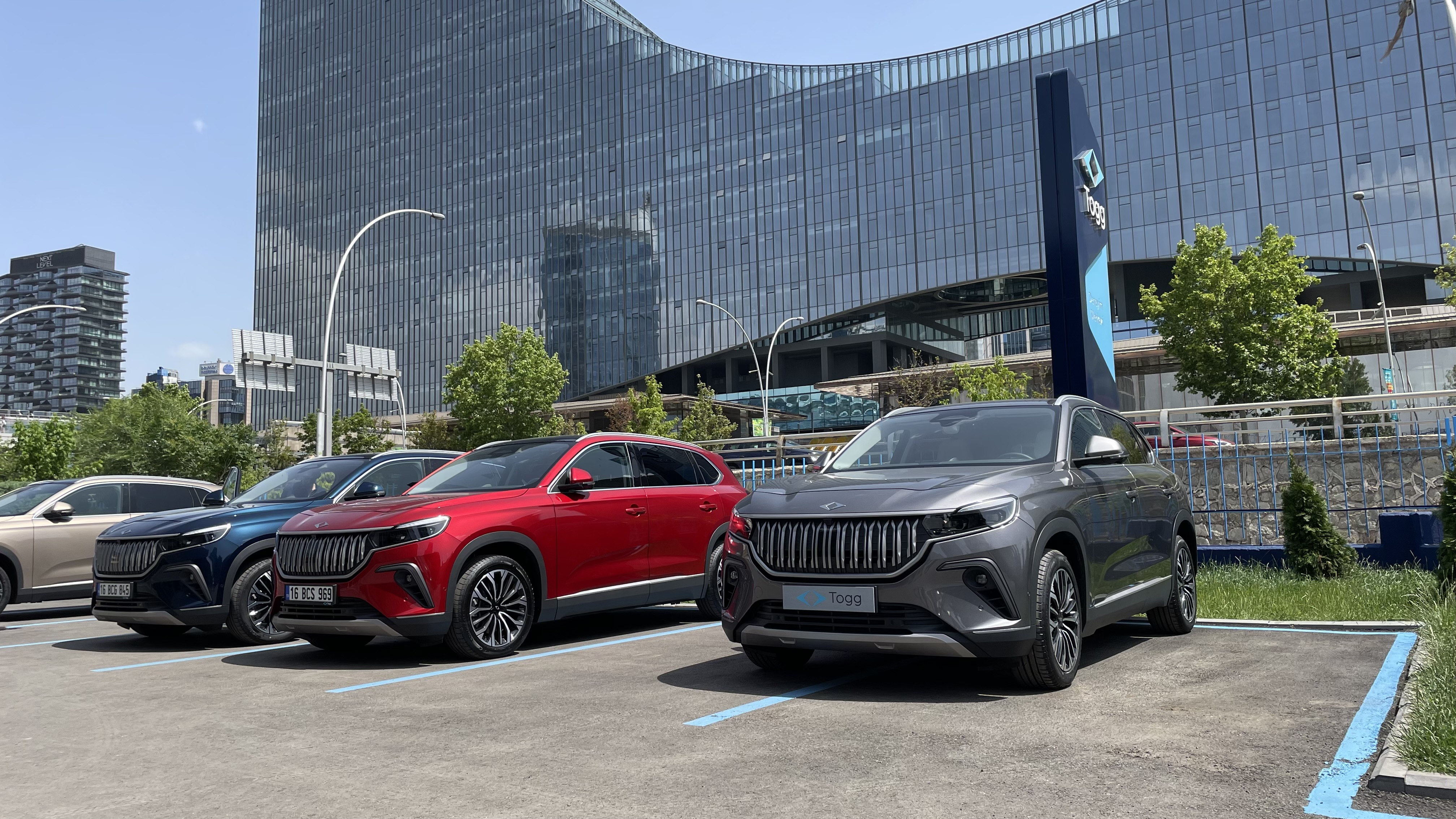
Togg T10S sedan produs de Togg, o companie auto turcească care produce vehicule electrice

Turcia are o economie diversificată; principalele industrii includ automobile, electronice, textile, construcții, oțel, minerit și prelucrarea alimentelor. Este un producător agricol major. Turcia se clasează pe locul 8 în producția de oțel brut și pe locul 13 în producția de vehicule, construcția de nave (după tonaj) și instalarea anuală de roboți industriali în lume. Companiile auto turcești includ TEMSA, Otokar, BMC și Togg. Togg este prima companie de vehicule electrice din Turcia. Arçelik, Vestel și Beko sunt producători majori de electronice de consum. Arçelik este unul dintre cei mai mari producători de bunuri de larg consum din lume.  În 2022, Turcia s-a clasat pe locul doi în lume în ceea ce privește numărul de contractori internaționali din top 250. De asemenea, este pe locul cinci în lume în ceea ce privește exporturile de textile. Turkish Airlines este una dintre cele mai mari companii aeriene din lume.

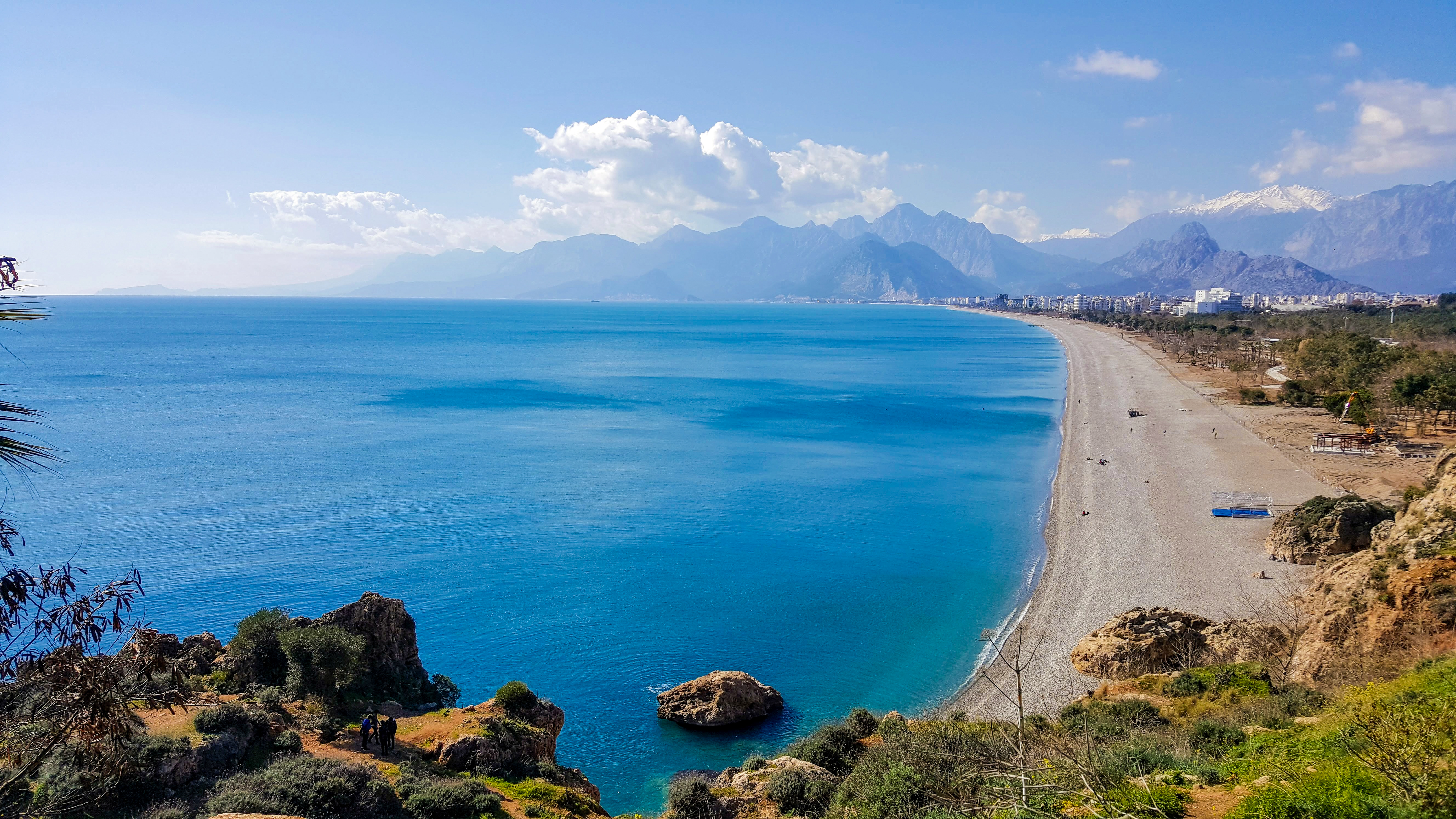
Golful Antalya în Riviera Turcă. Antalya este al patrulea oraș cel mai vizitat din lume.

Între 2007 și 2021, ponderea populației sub pragul internațional de sărăcie PPP-6,85 USD pe zi a scăzut de la 20% la 7,6%. În anul 2023, 13,9% din populație se afla sub rata națională de risc de sărăcie. În 2021, 34% din populație era expusă riscului de sărăcie sau excluziune socială, conform definiției Eurostat. Șomajul în Turcia a fost de 10,4% în 2022. În anul 2021, s-a estimat că 47% din venitul disponibil total a fost primit de primii 20% dintre cei cu venituri mari, în timp ce ultimii 20% au primit doar 6%.
Turismul reprezintă aproximativ 8% din PIB-ul Turciei. În anul 2022, Turcia s-a clasat pe locul cinci în lume în ceea ce privește numărul de turiști străini, cu 50,5 milioane de turiști internaționali. Turcia are 21 de situri UNESCO Patrimoniu Mondial și 84 de situri Patrimoniu Mondial pe lista tentativă. Turcia găzduiește 519 plaje cu Steag Albastru, fiind pe locul trei în lume. Conform raportului Euromonitor International, Istanbul este cel mai vizitat oraș din lume, cu peste 20,2 milioane de turiști străini în 2023. Antalya a depășit Paris și New York pentru a deveni al patrulea oraș cel mai vizitat din lume, cu peste 16,5 milioane de turiști străini.

### Infrastructură

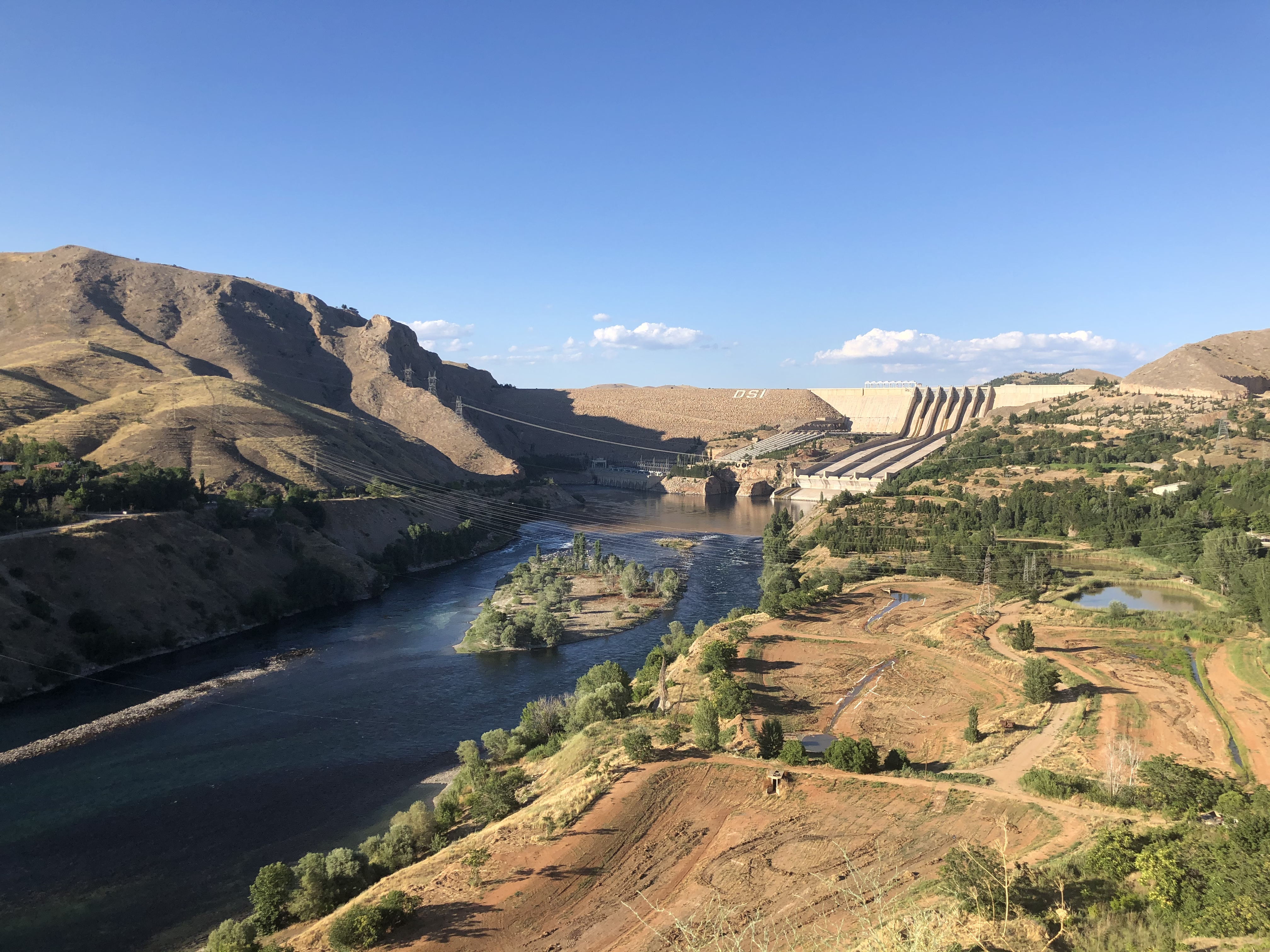
Barajul Keban din Provincia Elazığ pe Eufrat. În 2019, Turcia a generat 29,2% din electricitatea sa din energia hidroelectrică.

Turcia este pe locul 16 în lume ca producător de energie electrică. Capacitatea de generare a energiei în Turcia a crescut semnificativ, iar generarea de energie electrică din surse regenerabile s-a triplat în ultimul deceniu. În 2019, 43,8% din electricitatea sa a fost produsă din astfel de surse. Turcia este, de asemenea, al patrulea cel mai mare producător de energie geotermală din lume. Prima centrală nucleară a Turciei, Akkuyu, va spori diversificarea mixului său energetic. În ceea ce privește consumul final total, combustibilii fosili încă joacă un rol important, reprezentând 73%. Un motiv major al emisiilor de gaze cu efect de seră ale Turciei este proporția mare de cărbune din sistemul energetic. Începând cu anul 2017, deși guvernul a investit în tranziția către energie cu emisii reduse de carbon, combustibilii fosili erau încă subvenționați. Până în anul 2053, Turcia își propune să atingă zero emisii nete.

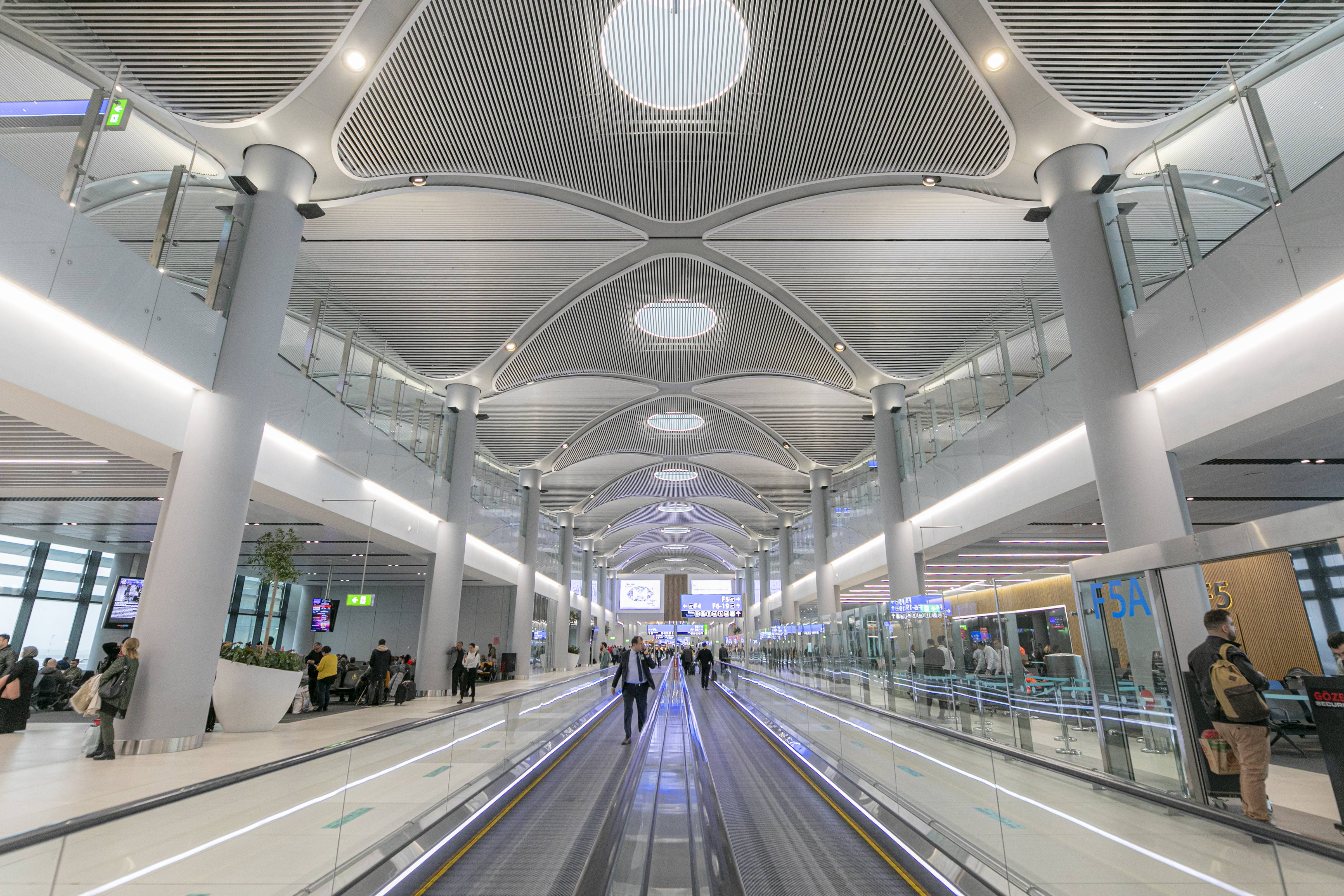
Terminalul principal al Aeroportului Istanbul are o capacitate anuală de 90 de milioane de pasageri și este cea mai mare clădire de terminal din lume sub un singur acoperiș.

Turcia a făcut din securitatea aprovizionării cu energie o prioritate, având în vedere dependența sa mare de importurile de gaz și petrol. Principalele surse de aprovizionare cu energie ale Turciei sunt Rusia, Asia de Vest și Asia Centrală. Producția de gaz a început în 2023 în câmpul de gaz Sakarya, descoperit recent. Când va fi pe deplin operabil, va furniza aproximativ 30% din gazul natural necesar pe plan intern. Turcia își propune să devină un hub pentru transportul regional de energie. Mai multe conducte de petrol și gaz traversează țara, inclusiv Blue Stream, TurkStream și Baku-Tbilisi-Ceyhan.
Începând cu 2023, Turcia are 3.726 de kilometri de autostrăzi și 29.373 de kilometri de drumuri cu acces controlat. Mai multe poduri și tuneluri conectează părțile asiatice și europene ale Turciei; Podul Çanakkale 1915 de pe strâmtoarea Dardanele este cel mai lung pod suspendat din lume. Marmaray și Tunelul Eurasia de sub Bosfor conectează ambele părți ale Istanbulului. Podul Osman Gazi conectează malurile nordice și sudice ale Golfului İzmit.
Căile Ferate Turce operează atât trenuri convenționale, cât și de mare viteză, guvernul extinzând ambele. Liniile de trenuri de mare viteză includ rutele Ankara-Istanbul, Ankara-Konya și Ankara-Sivas. Metroul Istanbul este cea mai mare rețea de metrou din țară, cu aproximativ 704 milioane de călători anual în 2019. Există 115 aeroporturi în 2024. Aeroportul Istanbul este unul dintre cele 10 aeroporturi cele mai aglomerate din lume. Turcia își propune să devină un hub de transport. Face parte din diverse rute care conectează Asia și Europa, inclusiv Coridorul Mijlociu. În 2024, Turcia, Irak, EAU și Qatar au semnat un acord pentru a conecta facilitățile portuare irakiene la Turcia prin conexiuni rutiere și feroviare.

### Știință și tehnologie

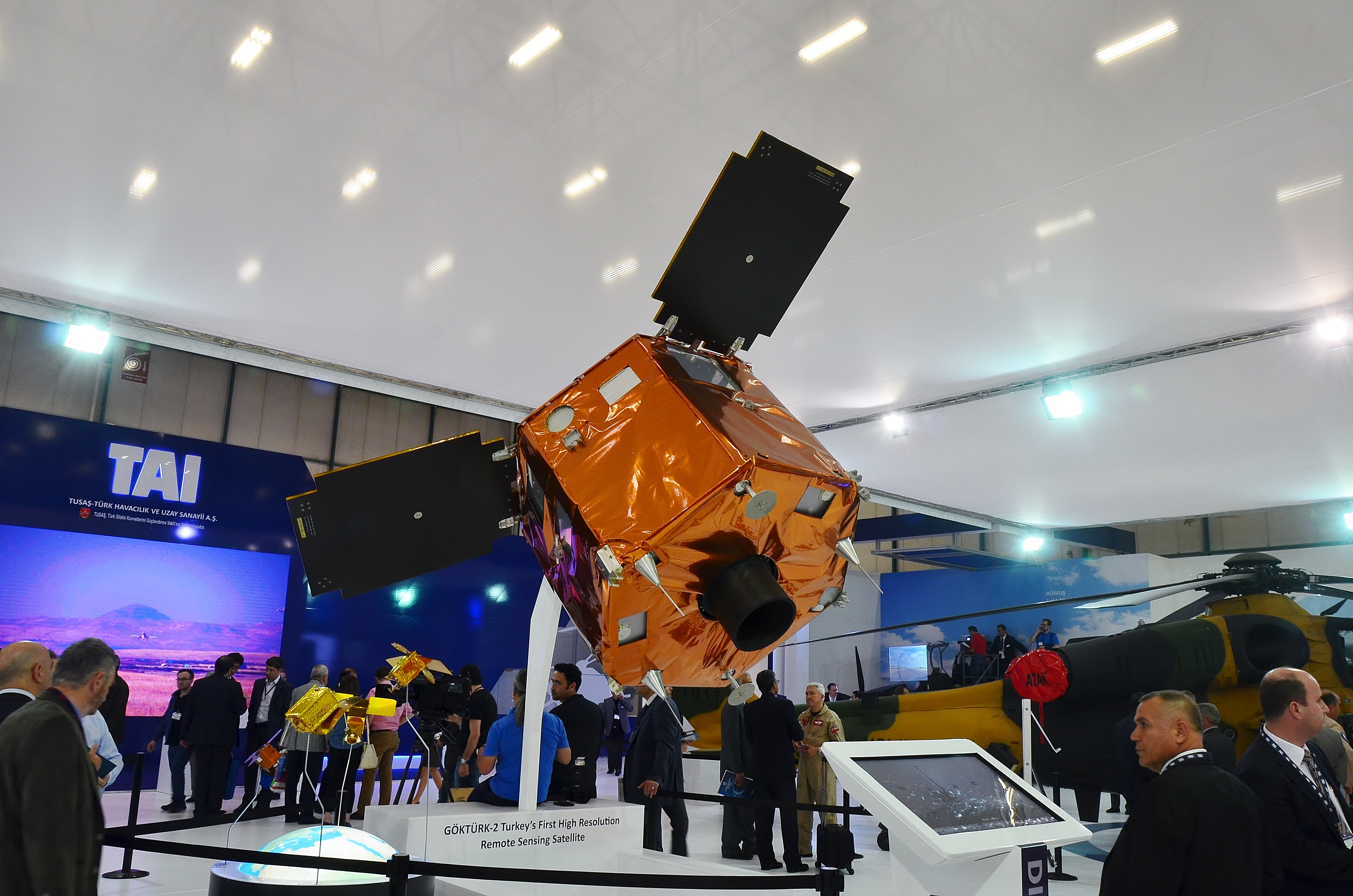
Göktürk-1, Göktürk-2 și Göktürk-3 sunt sateliții de observație a Pământului ai Ministerului Apărării Naționale al Turciei, în timp ce compania de stat Türksat operează seria Türksat de sateliți de comunicații.

Cheltuielile Turciei pentru cercetare și dezvoltare ca procent din PIB au crescut de la 0,47% în 2000 la 1,40% în 2021. Turcia se află pe locul 16 în lume în ceea ce privește numărul de articole publicate în reviste științifice și tehnice și pe locul 35 în Nature Index. Oficiul de brevete din Turcia se află pe locul 21 la nivel mondial în ceea ce privește cererile totale de brevete și pe locul 3 în ceea ce privește cererile de design industrial. Marea majoritate a solicitanților la oficiul de brevete turc sunt rezidenți turci. În toate oficile de brevete din întreaga lume, rezidenții turci se află pe locul 21 pentru cererile totale de brevete. În 2024, Turcia s-a clasat pe locul 37 în lume și pe locul 3 în grupul său de venituri medii-ridicate în Indicele Global de Inovație.
TÜBİTAK este una dintre principalele agenții care finanțează și desfășoară cercetări. Programul spațial al Turciei plănuiește să dezvolte un sistem național de lansare a sateliților și să îmbunătățească capacitățile în explorarea spațială, astronomie și comunicații prin satelit. În cadrul Programului Göktürk, a fost construit Centrul Turc de Sisteme Spațiale, Integrare și Testare. Primul satelit de comunicații al Turciei fabricat intern, Türksat 6A, va fi lansat în 2024. Ca parte a unui centru planificat de accelerator de particule, un accelerator de electroni numit TARLA a devenit operațional în 2024. O stație de cercetare antarctică este planificată pe Insula Horseshoe.
Turcia este considerată o putere semnificativă în domeniul vehicule aeriene fără pilot. Aselsan, Industriile Aerospațiale Turcești, Roketsan și Asfat se află printre primele 100 de companii de apărare din lume. Companiile de apărare turcești alocă o parte semnificativă din bugete pentru cercetare și dezvoltare. Aselsan investește, de asemenea, în cercetare în domeniul tehnologiei cuantice.

## Demografia

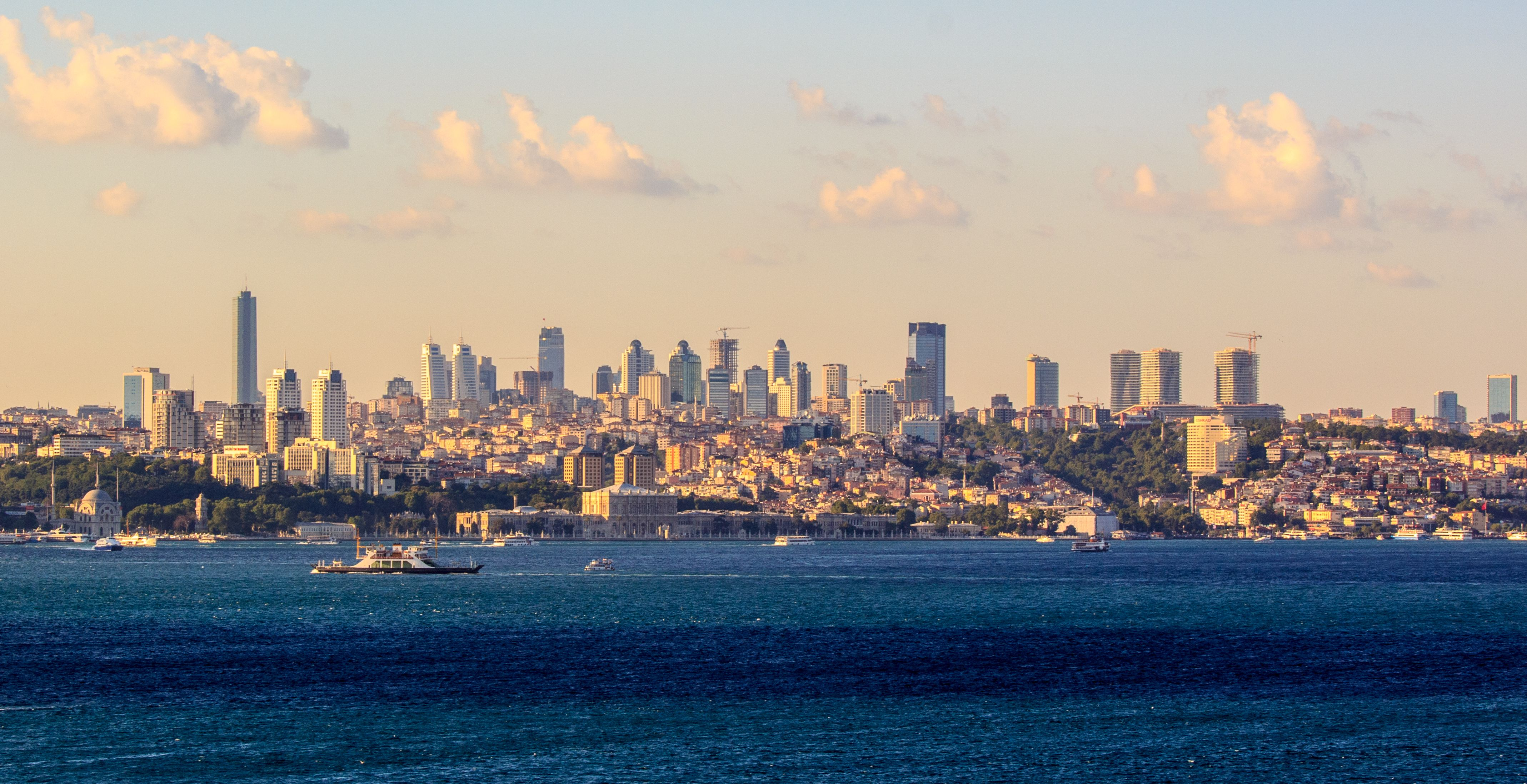
Istanbul este cel mai mare oraș al Turciei, și centrul său economic și financiar.

Conform Sistemului de Înregistrare a Populației pe Bază de Adresă, populația țării a fost de 85.372.377 în 2023, excluzând sirienii sub protecție temporară. 93% locuiau în centrele de provincie și district. Persoanele din grupele de vârstă 15–64 și 0–14 corespundeau la 68,3% și, respectiv, 21,4% din populația totală. Cei cu vârsta de 65 de ani sau mai mult reprezentau 10,2%. Între 1950 și 2020, populația Turciei a crescut de peste patru ori, de la 20,9 milioane la 83,6 milioane; totuși, rata de creștere a populației a fost de 0,1% în 2023. În 2023, rata totală de fertilitate a fost de 1,51 copii pe femeie, sub rata de înlocuire de 2,10 copii pe femeie. Într-un sondaj de sănătate din 2018, numărul ideal de copii era de 2,8 copii pe femeie, crescând la 3 pentru femeile căsătorite.

### Etnie și limbă

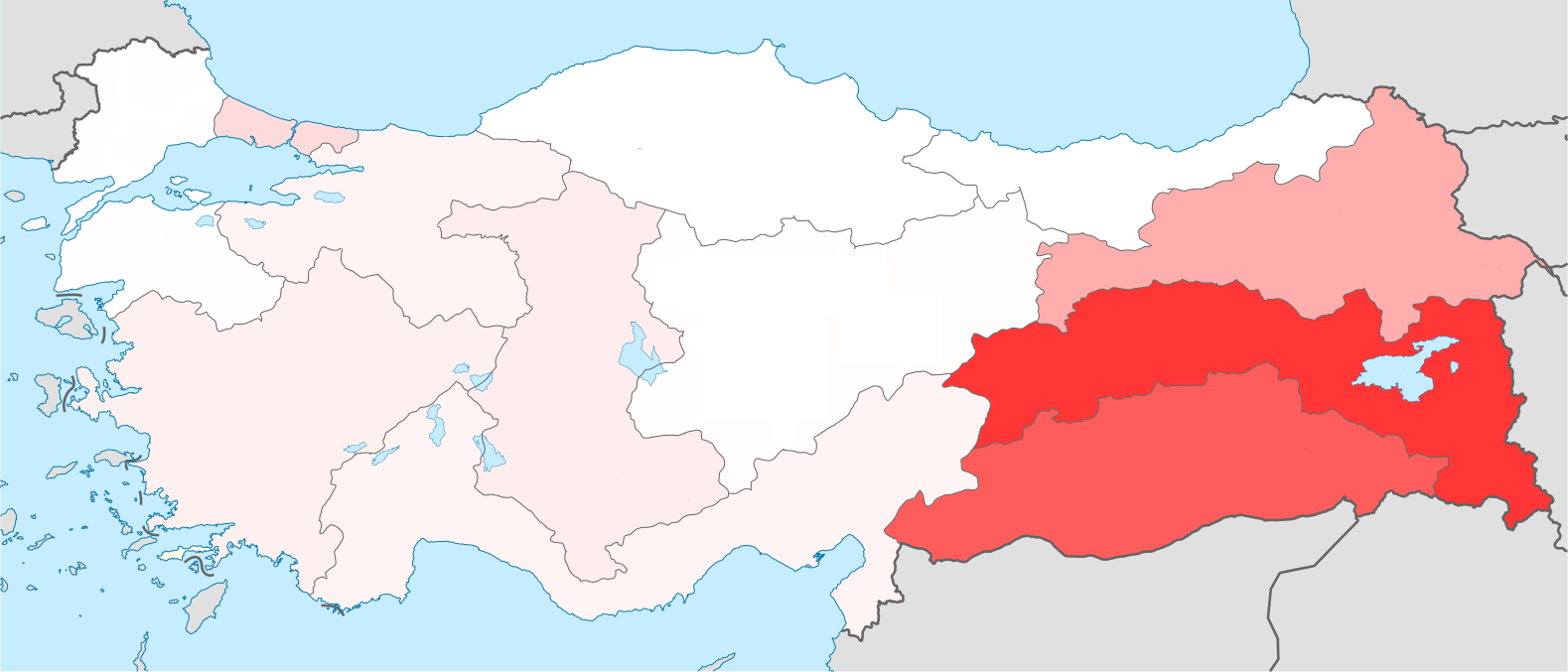
Procentul de kurzi etnici în Turcia pe regiuni

Articolul 66 din Constituția Turciei definește un turk drept orice persoană care este cetățean. Se estimează că există cel puțin 47 de grupuri etnice reprezentate în Turcia. Date fiabile privind mixul etnic al populației nu sunt disponibile deoarece cifrele recensământului nu includ statistici privind etnia după Recensământul turc din 1965. Conform The World Factbook, 70–75% din cetățenii țării sunt turci etnici. Pe baza unui sondaj, estimarea KONDA a fost de 76% în 2006, cu 78% dintre cetățenii adulți identificându-și originea etnică drept turk. În 2021, 77% dintre cetățenii adulți s-au identificat ca atare într-un sondaj.
Kurzii sunt cea mai mare minoritate etnică. Numărul lor exact rămâne disputat, cu estimări cuprinse între 12 și 20% din populație. Conform unui studiu din 1990, kurzii reprezentau aproximativ 12% din populație. Kurzii formează majoritatea în provinciile Ağrı, Batman, Bingöl, Bitlis, Diyarbakır, Hakkari, Iğdır, Mardin, Muș, Siirt, Șırnak, Tunceli și Van; o aproape majoritate în Șanlıurfa (47%); și o minoritate semnificativă în Kars (20%). În plus, migrația internă a dus la apariția unor comunități de diaspora kurda în toate marile orașe din centrul și vestul Turciei. În Istanbul, se estimează că există trei milioane de kurzi, ceea ce îl face cel mai mare oraș cu populație kurda din lume. 19% dintre cetățenii adulți s-au identificat ca kurzi etnici într-un sondaj din 2021. Unele persoane au identități etnice multiple, cum ar fi atât turci, cât și kurzi. În 2006, se estima că 2,7 milioane de turci și kurzi etnici erau înrudite prin căsătorii interetnice.

Conform The World Factbook, minoritățile etnice nekurde reprezintă 7–12% din populație. În 2006, KONDA a estimat că minoritățile etnice nekurde și ne-zaza constituiau 8,2% din populație; aceștia erau persoane care au oferit descrieri generale, cum ar fi cetățean turc, persoane cu alte origini turcice, arabi și alții. În 2021, 4% dintre cetățenii adulți s-au identificat ca ne-turci sau ne-kurzi etnici într-un sondaj. Conform Curții Constituționale, există doar patru minorități recunoscute oficial în minorități în Turcia: cele trei minorități nemusulmane recunoscute în Tratatul de la Lausanne (armeni, greci și evrei) și bulgarii. În 2013, Curtea Administrativă a 13-a Circumscripție din Ankara a decis că dispozițiile privind minoritățile din Tratatul de la Lausanne ar trebui să se aplice și Asirienii din Turcia și Limba siriacă. Alte grupuri etnice nerecunoscute includ albanezi, bosniaci, cerchezi, gruzini, lazi, Pomaci și romi.
| Cele mai mari orașe din Turkey Calcul bazat pe adresă al TÜİK din data de 31 decembrie 2023, publicat la data de 7 februarie 2024. | Cele mai mari orașe din Turkey Calcul bazat pe adresă al TÜİK din data de 31 decembrie 2023, publicat la data de 7 februarie 2024. | Cele mai mari orașe din Turkey Calcul bazat pe adresă al TÜİK din data de 31 decembrie 2023, publicat la data de 7 februarie 2024. | Cele mai mari orașe din Turkey Calcul bazat pe adresă al TÜİK din data de 31 decembrie 2023, publicat la data de 7 februarie 2024. | Cele mai mari orașe din Turkey Calcul bazat pe adresă al TÜİK din data de 31 decembrie 2023, publicat la data de 7 februarie 2024. | Cele mai mari orașe din Turkey Calcul bazat pe adresă al TÜİK din data de 31 decembrie 2023, publicat la data de 7 februarie 2024. | Cele mai mari orașe din Turkey Calcul bazat pe adresă al TÜİK din data de 31 decembrie 2023, publicat la data de 7 februarie 2024. | Cele mai mari orașe din Turkey Calcul bazat pe adresă al TÜİK din data de 31 decembrie 2023, publicat la data de 7 februarie 2024. | Cele mai mari orașe din Turkey Calcul bazat pe adresă al TÜİK din data de 31 decembrie 2023, publicat la data de 7 februarie 2024. | Cele mai mari orașe din Turkey Calcul bazat pe adresă al TÜİK din data de 31 decembrie 2023, publicat la data de 7 februarie 2024. |
| | Loc | Numele orașului | Unitate administrativă | Pop. | Loc | Numele orașului | Unitate administrativă | Pop. | |
| --- | --- | --- | --- | --- | --- | --- | --- | --- | --- |
| Istanbul Ankara | 1 | Istanbul | Istanbul | 15,655,924 | 11 | Mersin | Mersin | 1,938,389 | İzmir Bursa |
| Istanbul Ankara | 2 | Ankara | Ankara | 5,803,482 | 12 | Diyarbakır | Diyarbakır | 1,818,133 | İzmir Bursa |
| Istanbul Ankara | 3 | İzmir | İzmir | 4,479,525 | 13 | Hatay | Hatay | 1,544,640 | İzmir Bursa |
| Istanbul Ankara | 4 | Bursa | Bursa | 3,214,571 | 14 | Manisa | Manisa | 1,475,716 | İzmir Bursa |
| Istanbul Ankara | 5 | Antalya | Antalya | 2,696,249 | 15 | Kayseri | Kayseri | 1,445,683 | İzmir Bursa |
| Istanbul Ankara | 6 | Konya | Konya | 2,320,241 | 16 | Samsun | Samsun | 1,377,546 | İzmir Bursa |
| Istanbul Ankara | 7 | Adana | Adana | 2,270,298 | 17 | Balıkesir | Balıkesir | 1,273,519 | İzmir Bursa |
| Istanbul Ankara | 8 | Șanlıurfa | Șanlıurfa | 2,213,964 | 18 | Tekirdağ | Tekirdağ | 1,167,059 | İzmir Bursa |
| Istanbul Ankara | 9 | Gaziantep | Gaziantep | 2,164,134 | 19 | Aydın | Aydın | 1,161,702 | İzmir Bursa |
| Istanbul Ankara | 10 | Kocaeli | Kocaeli | 2,102,907 | 20 | Van | Van | 1,127,612 | İzmir Bursa |

### Imigrație
Excluzând sirienii sub protecție temporară, existau 1.570.543 de cetățeni străini în Turcia în anul 2023. Milioane de kurzi au fugit peste munți către Turcia și zonele kurde din Iran în timpul Războiului din Golf din anul 1991. Criza migranților din Turcia în anii 2010 și începutul anilor 2020 a dus la afluxul a milioane de refugiați și imigranți. Turcia găzduiește cel mai mare număr de refugiați din lume începând cu aprilie 2020. Președinția pentru Managementul Dezastrelor și Situațiilor de Urgență gestionează criza refugiaților din Turcia. Înainte de începutul războiului civil sirian în 2011, numărul estimat de arabi în Turcia varia între 1 milion și peste 2 milioane.
În noiembrie 2020, existau 3,6 milioane de refugiați sirieni în Turcia; aceștia includeau alte grupuri etnice din Siria, cum ar fi Kurzii sirieni și Turkmenii sirieni. În august 2023, numărul acestor refugiați a fost estimat la 3,3 milioane. Numărul sirienilor a scăzut cu aproximativ 200.000 de persoane de la începutul anului. Guvernul a acordat cetățenie la 238 de mii de sirieni până în noiembrie 2023. În mai 2023, aproximativ 96.000 de ucraineni refugiați ai invaziei rusești din 2022 a Ucrainei au căutat refugiu în Turcia. În 2022, aproape 100.000 de cetățeni ruși au migrat în Turcia, devenind primii pe lista străinilor care s-au mutat în Turcia, ceea ce înseamnă o creștere de peste 218% față de 2021.

### Religie

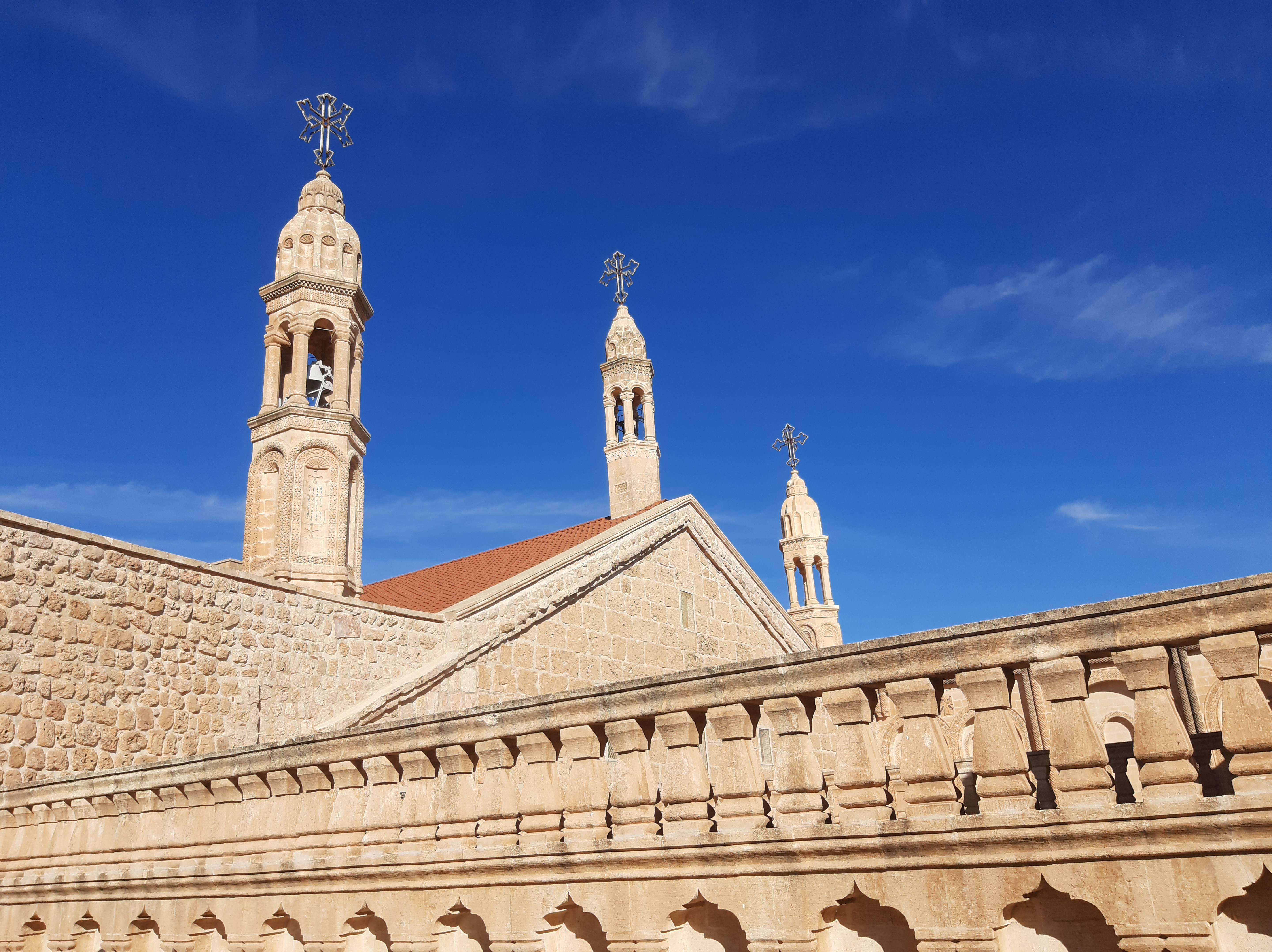
Mănăstirea Mor Gabriel, una din cele mai vechi mănăstiri creștine din lume.

Turcia este un stat secular fără o religie de stat oficială; constituția prevede libertatea religioasă și conștiinței. Conform CIA World Factbook, musulmanii constituie 99,8% din populație, majoritatea fiind suniți. Pe baza unui sondaj, estimarea KONDA pentru musulmani a fost de 99,4% în 2006. Conform Minority Rights Group International, estimările pentru ponderea Alevilor sunt între 10% și 40% din populație. Estimarea KONDA a fost de 5% în 2006. 4% dintre cetățenii adulți s-au identificat ca alevi într-un sondaj din 2021, în timp ce 88% s-au identificat ca suniți.
Procentul de non-musulmani în Turcia modernă a fost de 19,1% în anul 1914, dar a scăzut la 2,5% în 1927. În prezent, non-musulmanii constituie 0,2% din populație conform World Factbook. În 2006, estimarea KONDA a fost de 0,18% pentru persoanele cu religii non-islamice. Unele dintre comunitățile non-musulmane sunt armeni, asirieni, ortodocși bulgari, catolici, greci, evrei și protestanți. Sursele estimează că populația creștină din Turcia variază între 180.000 și 320.000. Turcia are cea mai mare comunitate evreiască dintre țările cu majoritate musulmană. În prezent, există 439 de biserici și sinagogi în Turcia.
În 2006, estimarea KONDA a fost de 0,47% pentru cei fără religie. Conform KONDA, ponderea cetățenilor adulți care s-au identificat ca necredincioși a crescut de la 2% în 2011 la 6% în 2021. Un sondaj Gezici Araștırma din 2020 a constatat că 28,5% dintre Generația Z se identifică ca ireligioși.

#### Educație

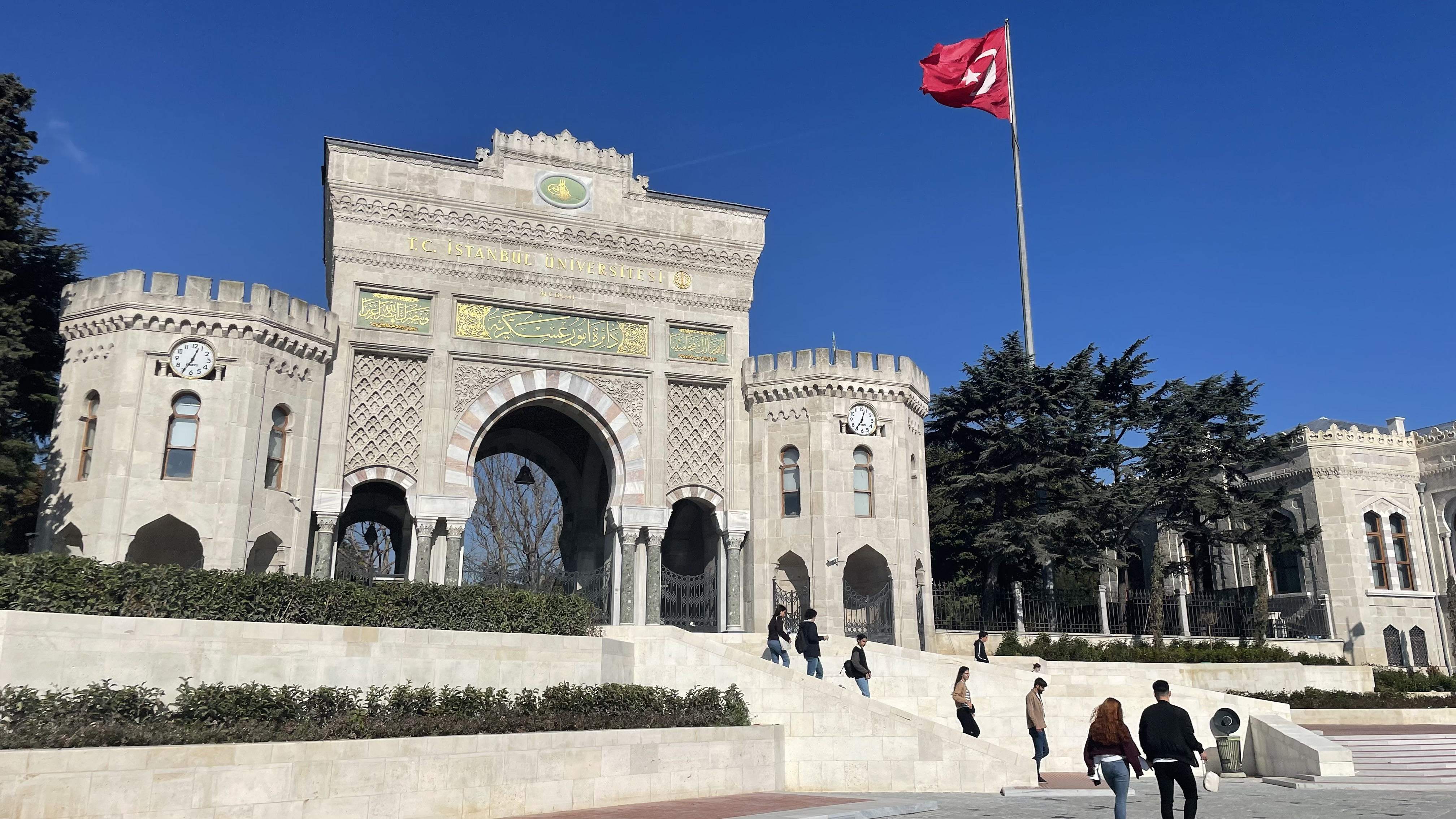
Universitatea din Istanbul a fost restructurată în anul 1933, după ce a fost înființată ca școală teologică în 1453.

În ultimii 20 de ani, Turcia a îmbunătățit calitatea educației și a făcut progrese semnificative în creșterea accesului la educație. Din anul 2011 până în 2021, îmbunătățirile în accesul la educație includ „una dintre cele mai mari creșteri ale nivelului de educație pentru persoanele de 25-34 de ani la nivelul secundar superior non-terțiar sau terțiar”, și cvadruplarea instituțiilor preșcolare. Rezultatele PISA sugerează îmbunătățiri în calitatea educației. Există încă un decalaj față de țările OECD. Provocări semnificative includ diferențele în rezultatele elevilor din diferite școli, diferențele dintre zonele rurale și urbane, accesul la educația preșcolară și sosirea elevilor care sunt refugiați sirieni.

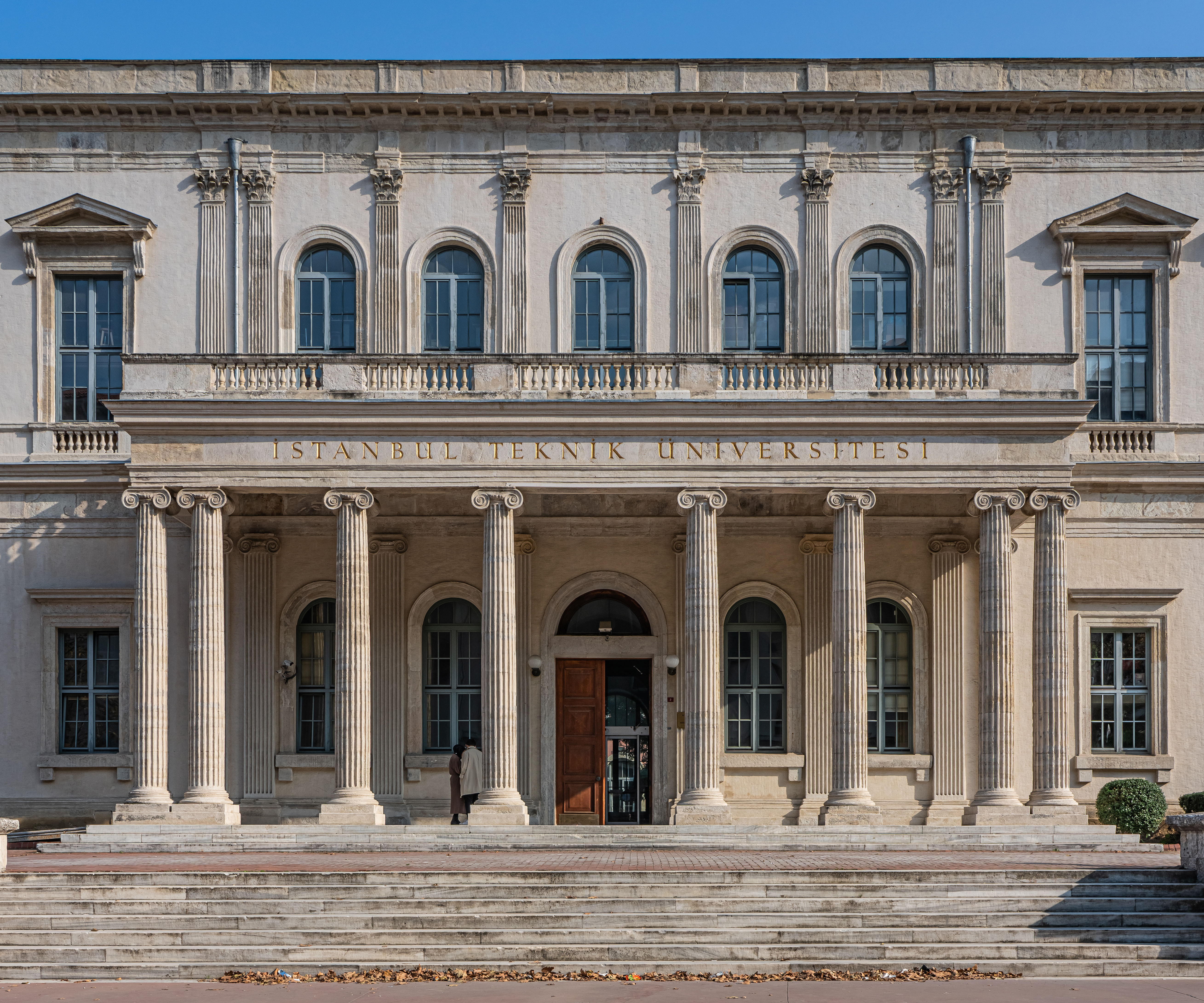
Universitatea Tehnică din Istanbul este a treia cea mai veche universitate tehnică din lume.

Ministerul Educației Naționale este responsabil pentru educația pre-terțiară. Educația obligatorie este gratuită în școlile publice și durează 12 ani, împărțită în trei părți. Există 208 universități în Turcia. Studenții sunt plasați în universități pe baza rezultatelor lor la YKS și a preferințelor lor, de către Centrul de Măsurare, Selecție și Plasare. Toate universitățile de stat și private sunt sub controlul Consiliului Învățământului Superior (turcă Yükseköğretim Kurulu, YÖK). Din 2016, președintele Turciei numește direct toți rectorii universităților de stat și private.
Conform clasamentului Times Higher Education din 2024, cele mai bune universități au fost Universitatea Koç, Universitatea Tehnică din Orientul Mijlociu, Universitatea Sabancı și Universitatea Tehnică din Istanbul. Conform Academic Ranking of World Universities, cele mai bune au fost Universitatea din Istanbul, Universitatea Științelor Sănătății (Turcia) și Universitatea Hacettepe. Turcia este membră a Programului Erasmus+. Turcia a devenit un centru pentru studenții străini în ultimii ani, cu 795.962 de studenți străini în 2016. În 2021, Bursa Turciei, un program finanțat de guvern, a primit 165.000 de cereri de la viitori studenți din 178 de țări.

### Sănătate

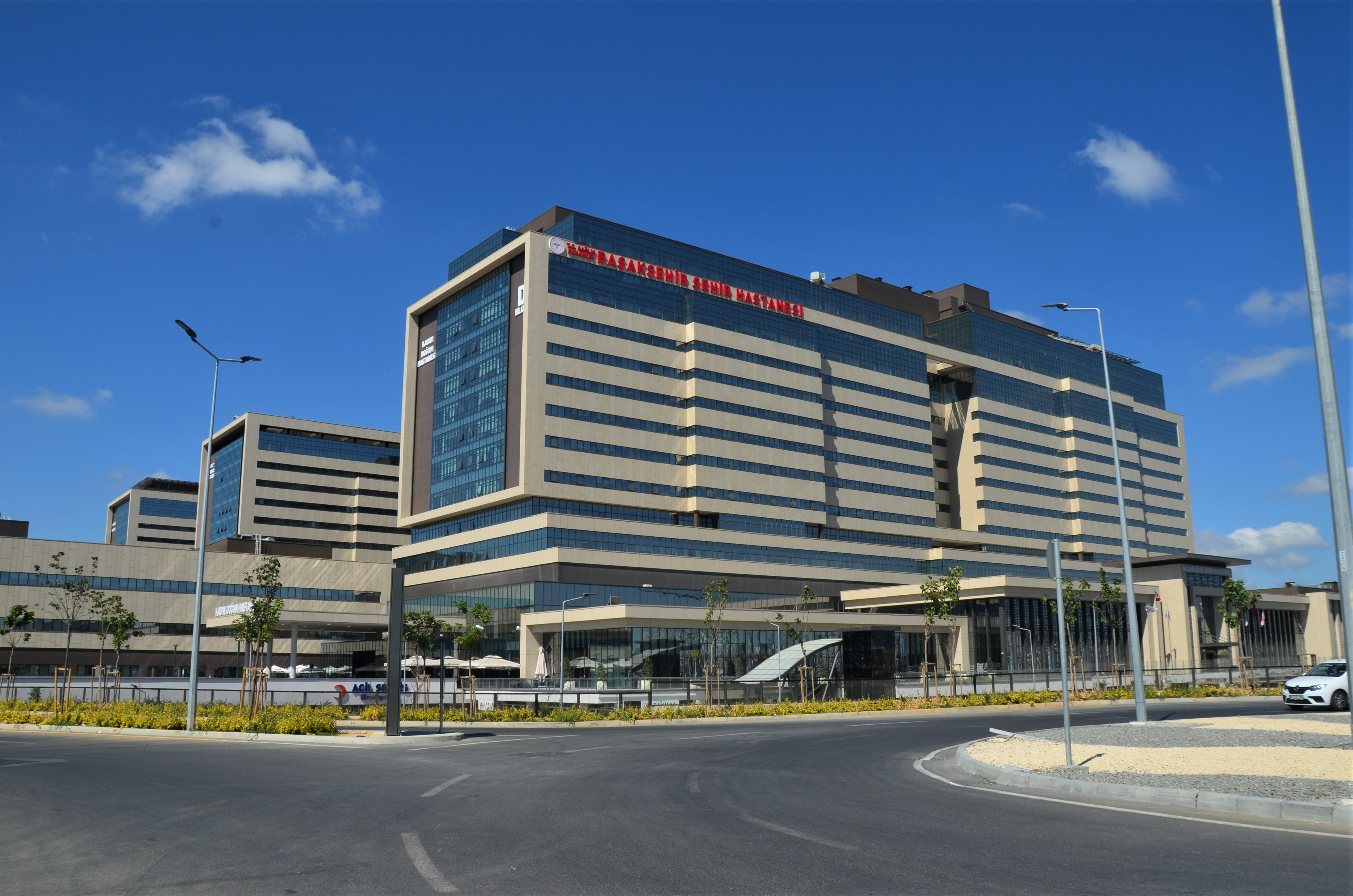
Spitalul Orașului Bașakșehir Çam și Sakura din Istanbul. Conține 2.068 de unități de izolare seismică pentru a rezista cutremurelor.

Ministerul Sănătății administrează un sistem universal de sănătate publică din anul 2003. Cunoscut sub numele de Asigurarea Universală de Sănătate (Genel Sağlık Sigortası), este finanțat printr-o suprataxă impusă angajatorilor, în prezent de 5%. Finanțarea din sectorul public acoperă aproximativ 75,2% din cheltuielile de sănătate. În ciuda asigurării universale de sănătate, cheltuielile totale pentru sănătate ca procent din PIB în 2018 au fost cele mai scăzute dintre țările OECD, la 6,3% din PIB, comparativ cu media OECD de 9,3%. Există multe spitale private în țară. Guvernul a planificat mai multe complexe spitalicești, cunoscute sub numele de spitale oraș, care urmează să fie construite din 2013. Turcia este una dintre primele 10 destinații pentru turismul medical.
Speranța medie de viață este de 78,6 ani (75,9 pentru bărbați și 81,3 pentru femei), comparativ cu media UE de 81 de ani. Turcia are o rată ridicată de obezitate, cu 29,5% din populația sa adultă având un indice de masă corporală (IMC) de 30 sau mai mult. Poluarea aerului este o cauză majoră a deceselor premature.

## Cultură
În secolul al XIX-lea, identitatea turcă a fost dezbătută în Imperiul Otoman, cu trei viziuni principale: turcismul, islamismul și occidentalismul. Pe lângă Europa sau Islamul, cultura turcă a fost influențată și de culturile native ale Anatoliei. După înființarea republicii, Kemalismul a accentuat cultura turcă, a încercat să facă „Islamul o chestiune de convingere personală” și a urmărit modernizarea. În prezent, Turcia are diverse culturi locale. Lucruri precum muzica, dansul popular sau varietatea de kebab pot fi folosite pentru a identifica o zonă locală. Turcia are, de asemenea, o cultură națională, cum ar fi ligile sportive naționale, trupe muzicale, staruri de film și tendințe în modă. Turcia găzduiește 21 de situri UNESCO Patrimoniu Mondial și 31 de inscripții UNESCO ale patrimoniului cultural imaterial.

### Literatură, teatru și arte vizuale

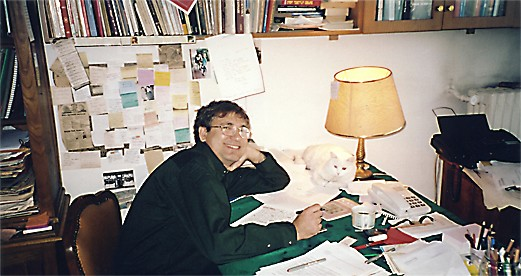
Nobelistul romancier turc Orhan Pamuk și pisica sa Angora Turcă în spațiul său personal de scris

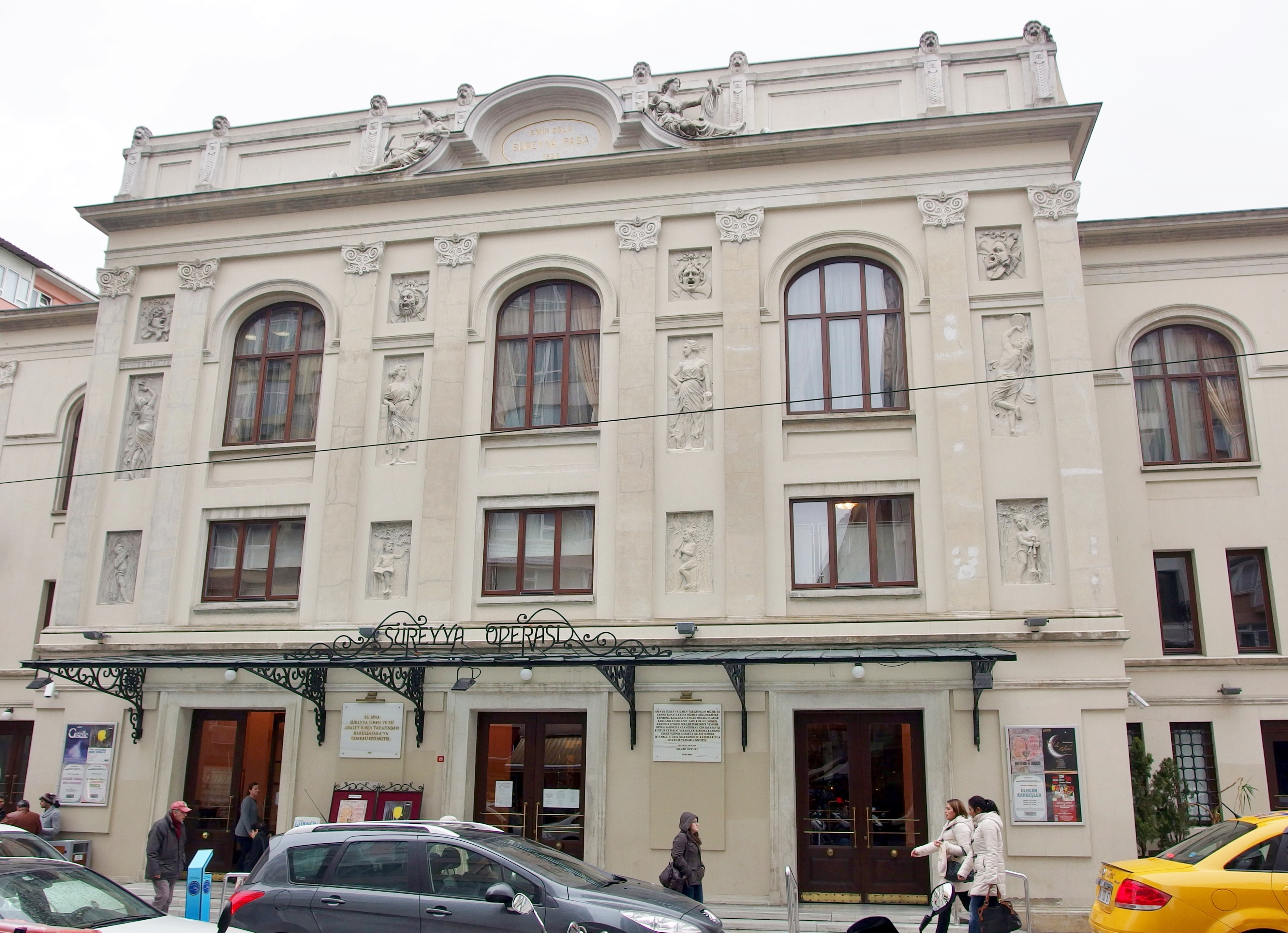
Opera Süreyya se află pe partea asiatică a Istanbulului, iar Centrul Cultural Atatürk este principalul teatru de operă din partea europeană. Zorlu PSM este cel mai mare teatru de artă performativă și sala de concerte a orașului.

Literatura turcă datează de mai bine de o mie de ani. Perioadele selgiucide și otomane includ numeroase lucrări de literatură și poezie. Poveștile și poezia turcică din Asia Centrală au fost, de asemenea, păstrate vii. Poveștile lui Dede Korkut sunt un exemplu al tradiției narative orale. Dīwān Lughāt al-Turk, din secolul al XI-lea, conține informații lingvistice și poezie turcească. Yunus Emre, influențat de Rumi, a fost unul dintre cei mai importanți scriitori ai poeziei turce anatoliene. Poezia otomană Divan folosea un „dictionar rafinat” și un vocabular complex. Includea misticism sufi, romantism și elemente formale.
Începând cu secolul al XIX-lea, literatura otomană a fost influențată de Occident. Au fost introduse noi genuri, cum ar fi romanele și stilul jurnalistic. Aşk-ı Memnu, scris de Halid Ziya Ușaklıgil, a fost „primul roman turc cu adevărat rafinat”. Fatma Aliye Topuz, prima romancieră turcă, a scris ficțiune. După proclamarea republicii în 1923, Atatürk a instituit reforme precum reforma limbii și reforma alfabetului. De atunci, literatura turcă a reflectat condițiile socioeconomice din Turcia cu o varietate tot mai mare. Genul „Romanul satului” a apărut la mijlocul anilor 1950, care vorbea despre dificultățile întâmpinate din cauza sărăciei. Un exemplu este Memed, My Hawk de Yașar Kemal, care a fost primul nominalizat al Turciei la Premiul Nobel pentru Literatură în 1973. Orhan Pamuk a câștigat Premiul Nobel pentru Literatură în 2006.
Teatrul popular turc datează de mii de ani și a supraviețuit în comunitățile rurale. Teatrul popular include piese interpretate de actori în direct, piese de păpuși și teatru de umbre, precum și spectacole de povestire. Un exemplu de teatru de umbre este Karagöz și Hacivat. Teatrul de curte era versiunea rafinată a teatrului popular. Începând cu secolul al XIX-lea, tradiția teatrului occidental a început să apară în Turcia. După înființarea Republicii Turcia, au fost înființate un conservator de stat și Compania de Teatru de Stat.
Scena artelor vizuale din Turcia poate fi categorizată în două, ca „decorative” și „arte frumoase”. Artele frumoase, sau güzel sanatlar, includ sculptura și pictura. Artiștii turci din aceste domenii au câștigat recunoaștere globală. Fotografia, designul de modă, artele grafice și designul grafic sunt unele dintre celelalte domenii în care artiștii turci sunt cunoscuți în lume. Vânzarea inaugurală de artă contemporană turcă de către Sotheby's London a avut loc în 2009. Istanbul Modern și Bienala de la Istanbul sunt exemple de galerii de artă sau expoziții de artă contemporană turcă. Turcia a văzut, de asemenea, o renaștere a artelor tradiționale. Aceasta include arte tradiționale din epoca otomană, cum ar fi ceramica și covorul. Designul textil și al covoarelor, sticla și ceramica, caligrafia, marmorarea hârtiei (ebru) sunt unele dintre formele de artă pentru care artiștii turci moderni sunt recunoscuți ca lideri în lumea islamică.

### Muzică și dans

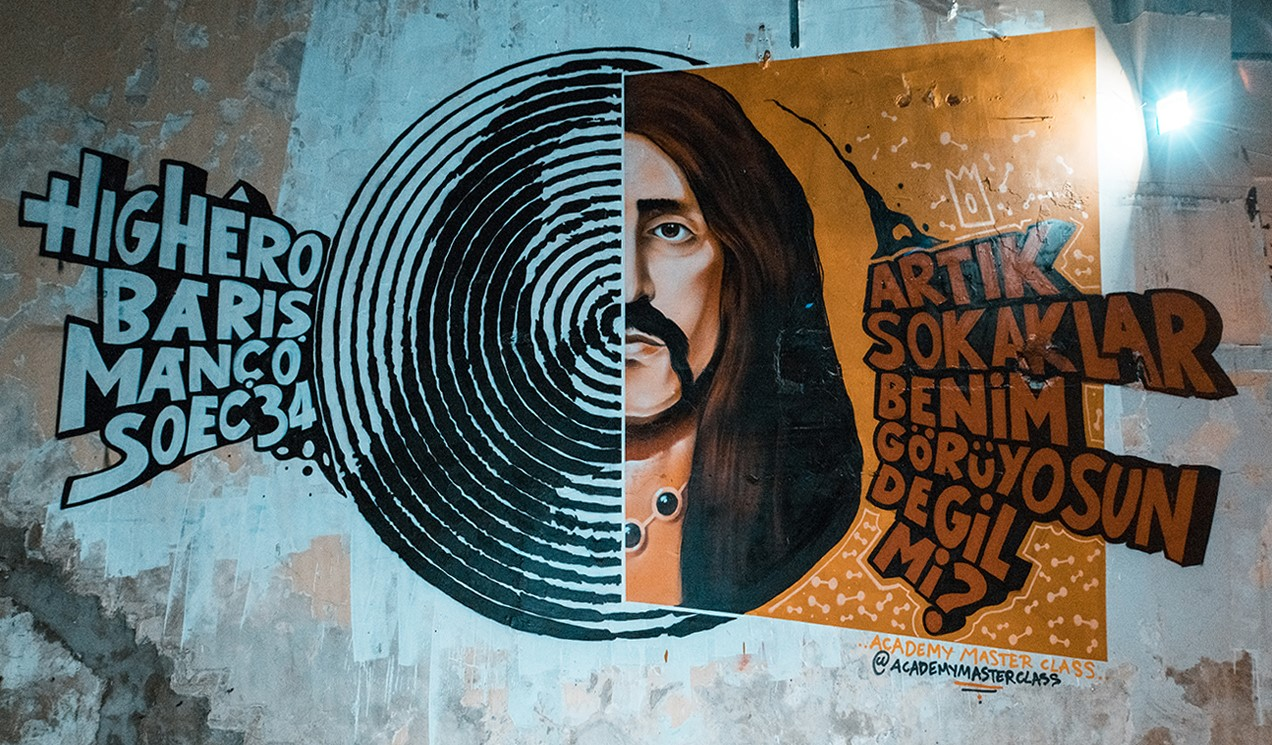
Barıș Manço a fost un muzician rock turc și unul dintre fondatorii genului rock anatolian.

Deși clasificarea genurilor de muzică turcă poate fi problematică, pot fi luate în considerare trei categorii largi. Acestea sunt „muzica populară turcă”, „muzica de artă turcă” și mai multe stiluri de muzică populară. Aceste stiluri de muzică populară includ arabesca, pop și rock anatolian.
Popularitatea reînnoită a muzicii pop a dat naștere mai multor staruri internaționale turcești de muzică pop, cum ar fi Ajda Pekkan, Sezen Aksu, Erol Evgin, MFÖ, Tarkan, Sertab Erener, Teoman, Kenan Doğulu, Levent Yüksel și Hande Yener. Muzicienii și compozitorii turci de jazz și blues recunoscuți la nivel internațional includ Ahmet Ertegun (fondator și președinte al Atlantic Records), Nükhet Ruacan și Kerem Görsev.

### Arhitectură
Turcia găzduiește numeroase așezări neolitice, cum ar fi Çatalhöyük. Din Epoca Bronzului, importante vestigii arhitecturale includ Alaca Höyük și al doilea strat al Troiei. Există diverse exemple de arhitecturi grecești antice și romane antice, în special în regiunea Egee. Arhitectura bizantină datează din secolul al IV-lea d.Hr. Cel mai bun exemplu este Hagia Sophia. Stilul arhitectural bizantin a continuat să se dezvolte după cucerirea Istanbulului, cum ar fi arhitectura de renaștere bizantină. În timpul Sultanatului Selgiuc de Rum și al principatelor turcești, a apărut o arhitectură distinctă, care a încorporat arhitecturile bizantină și armeană cu stiluri arhitecturale găsite în Asia de Vest și Asia Centrală. Arhitectura selgiucidă folosea adesea piatră și cărămidă și a produs numeroase caravanserai, madrasa și mausoleu.
Arhitectura otomană a apărut în nord-vestul Anatoliei și Tracia. Arhitectura otomană timpurie a amestecat „arhitectura islamică anatoliană tradițională cu materiale și tehnici de construcție locale”. După cucerirea Istanbulului, arhitectura otomană clasică a apărut în secolele al XVI-lea și al XVII-lea. Cel mai important arhitect al perioadei clasice este Mimar Sinan, ale cărui lucrări majore includ Moscheea Șehzade, Moscheea Süleymaniye și Moscheea Selimiye. Începând cu secolul al XVIII-lea, arhitectura otomană a fost influențată de elemente europene, rezultând în dezvoltarea stilului baroc otoman. Influența europeană a continuat în secolul al XIX-lea; exemple includ lucrările Familia Balyan precum stilul neo-baroc al Palatului Dolmabahçe. Ultima perioadă a arhitecturii otomane constă din Prima mișcare arhitecturală națională, inclusiv lucrările lui Vedat Tek și Mimar Kemaleddin.
Din 1918, arhitectura turcă poate fi împărțită în trei părți. Din 1918 până în 1950, prima include perioada Primei Mișcări Arhitecturale Naționale, care a trecut în arhitectura modernistă. Clădirile moderniste și monumentale erau preferate pentru clădirile publice, în timp ce arhitectura vernaculară de tip „casă turcească” a influențat casele private. Din 1950 până în 1980, a doua parte include urbanizarea, modernizarea și internaționalizarea. Pentru locuințe rezidențiale, „blocurile de beton armat, cu plăci, de înălțime medie” au devenit predominante. Din 1980, a treia parte este definită de obiceiurile consumatorilor și tendințele internaționale, cum ar fi mall-urile și turnurile de birouri. Rezidențele de lux în stil „casă turcească” au fost solicitate. În secolul XXI, proiectele de reabilitare urbană au devenit o tendință. Rezistența la dezastre naturale, cum ar fi cutremurele, este unul dintre obiectivele principale ale proiectelor de reabilitare urbană. Aproximativ o treime din stocul de clădiri al Turciei, corespunzător la 6,7 milioane de unități, a fost evaluat ca fiind riscant și necesitând reabilitare urbană.

### Gastronomie

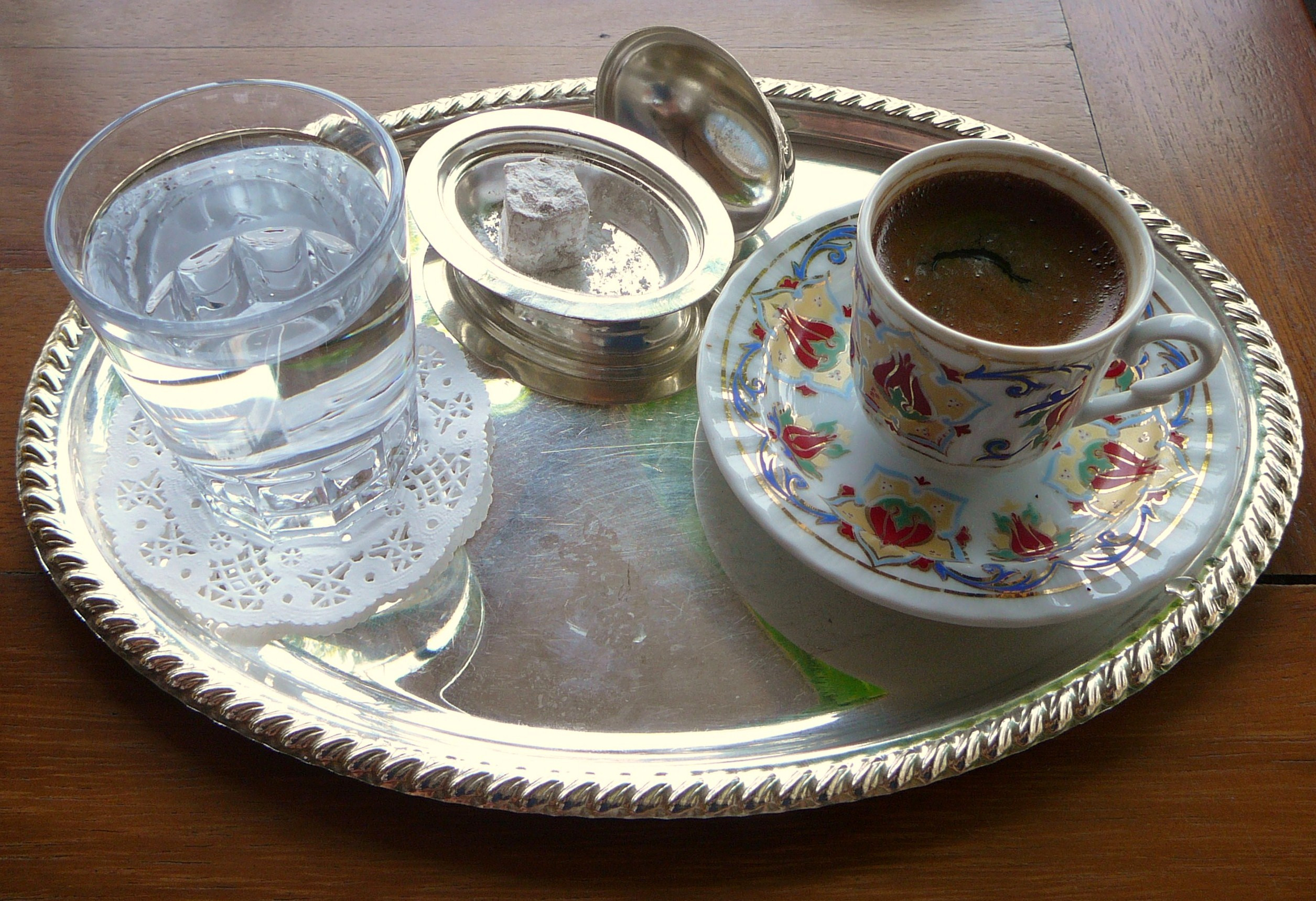
Cafeaua turcească cu rahat turcesc. Cafeaua turcească este un patrimoniu cultural imaterial UNESCO al turcilor.

Turcia are o bucătărie diversă și bogată, variind geografic. Bucătăria turcă a fost influențată de bucătăriile anatoliene, mediteraneene, iraniene, Asiei Centrale și Asiei de Est. Bucătăriile turcești și otomane au influențat foarte multe bucătării de-a lungul vremii. Dīwān Lughāt al-Turk, din secolul al XI-lea, documentează „vechimea multor preparate din bucătăria turcă actuală”. Güveç, Bulgur și Börek sunt unele dintre cele mai vechi exemple înregistrate de bucătărie turcă. Deși cuvântul kebab provine din persană, popoarele turcice erau deja familiarizate cu folosirea frigăruilor pentru a găti carne. Bucătăria turcă poate fi distinsă prin numeroasele sale tipuri de kebab. În mod similar, felurile de mâncare cu pilaf au fost influențate de bucătăria turcă. Informații suplimentare despre bucătărie în perioadele selgiucide și otomane provin din lucrările lui Rumi și Evliya Çelebi. Acesta din urmă descrie „breaslele legate de mâncare din Istanbul”.
Alimentele de bază din Turcia includ pâine și iaurt. Unele dintre varietățile de pâine sunt lavash și pide (un tip de pita). Ayran este o băutură făcută din iaurt. În părțile vestice ale Turciei, se folosește ulei de măsline. Cerealele includ grâu, porumb, orz, ovăz și mei. Fasolea, năutul, nuci, vinetele și carnea de miel sunt unele dintre ingredientele utilizate în mod obișnuit. Doner kebab, originar din Turcia, este făcut din felii de miel marinat și gătit vertical. Fructele de mare includ anșoa și altele. Varietățile de dolma și mantı sunt făcute prin umplerea legumelor sau a pastei. Sarma este făcută prin rularea unei frunze comestibile peste umplutură. Felurile de mâncare yahni sunt tocanite de legume. Turcia este una dintre țările cu tradiția meze. Mierea, pekmez, fructele uscate sau fructele proaspete sunt folosite pentru îndulcire. Filo este un aluat originar turcesc care este folosit pentru a face baklava. Rahat turcesc este un „jeleu delicat, dar gumos”.

### Sport

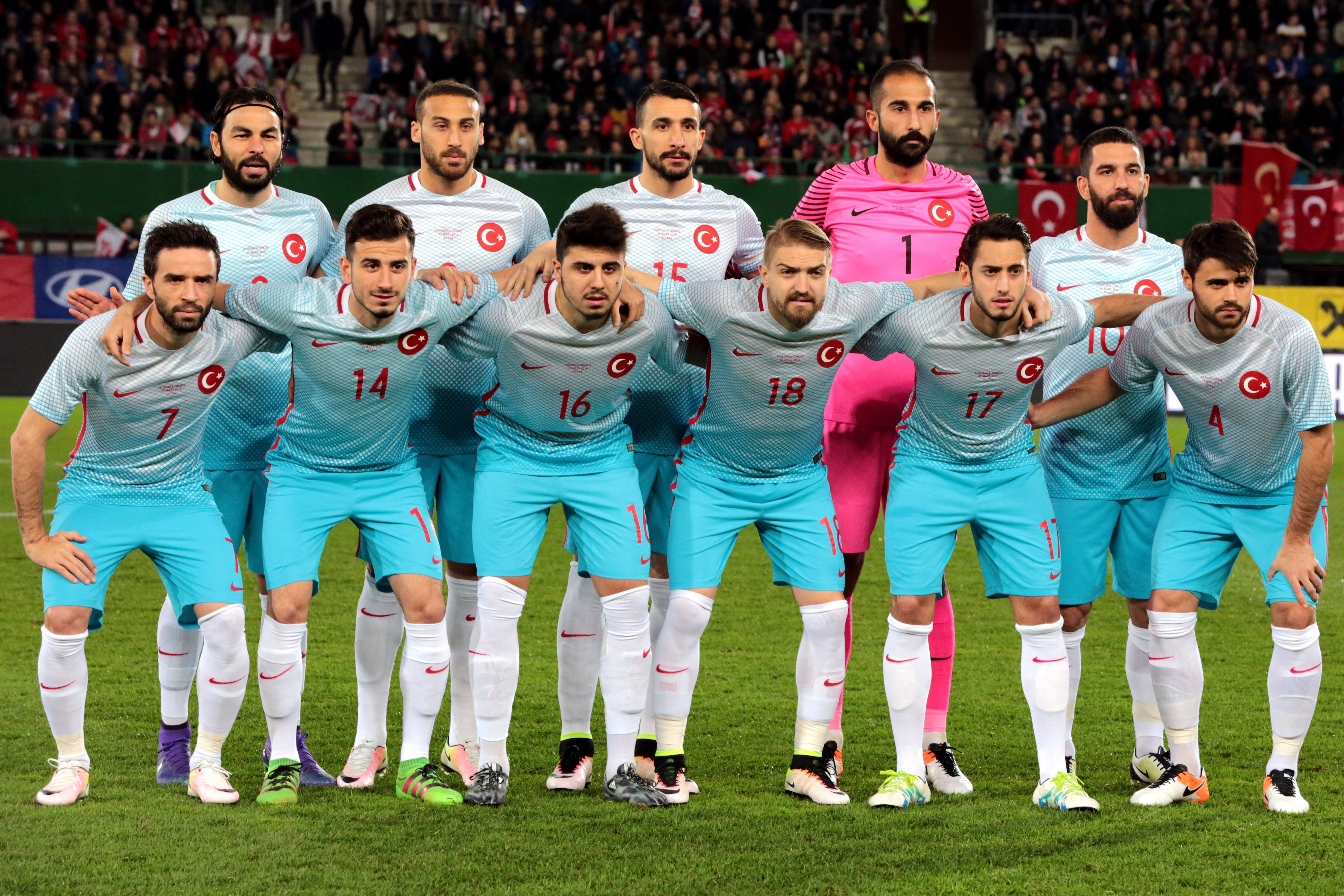
Turcia la UEFA Euro 2016

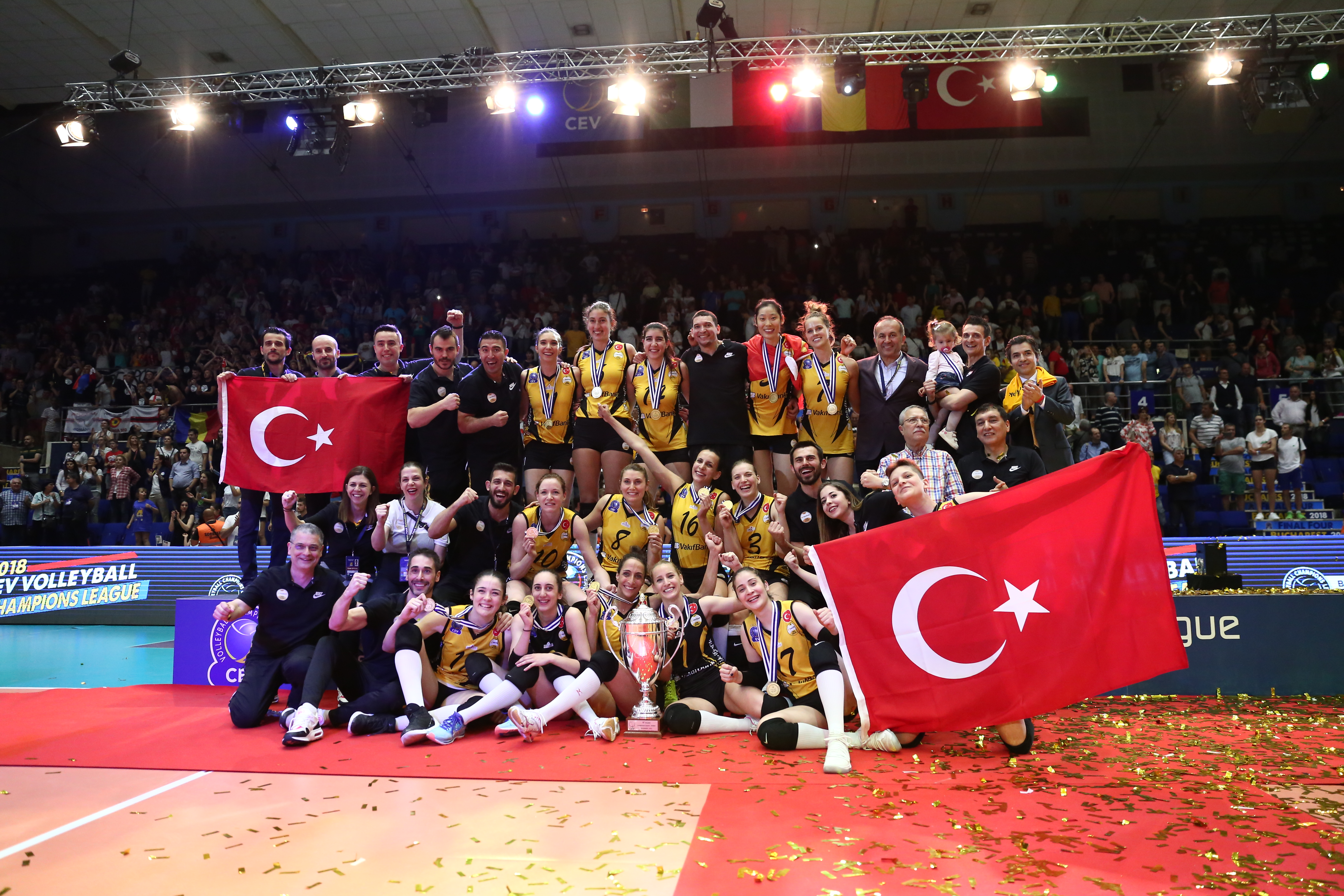
VakıfBank S.K. este una dintre cele mai bune echipe de volei feminin din lume, câștigând de patru ori Campionatul Mondial FIVB și de șase ori Cupa Campionilor CEV.

Cel mai popular sport este fotbal. Galatasaray a câștigat Cupa UEFA și Supercupa UEFA în 2000. Echipa națională de fotbal a Turciei a câștigat medalia de bronz la Campionatul Mondial de Fotbal 2002, Cupa Confederațiilor FIFA 2003 și UEFA Euro 2008.
Alte sporturi populare, cum ar fi baschetul și voleiul, sunt, de asemenea, larg practicate. Echipa națională masculină de baschet și echipa națională feminină de baschet au avut succese notabile. Anadolu Efes S.K. este cel mai de succes club turc de baschet în competițiile internaționale. Fenerbahçe a ajuns în finala EuroLeague în trei sezoane consecutive (2015–2016, 2016–2017 și 2017–2018), devenind campioană europeană în 2017.
Finala 2013–14 EuroLeague Women a fost disputată între două echipe turcești, Galatasaray și Fenerbahçe, și a fost câștigată de Galatasaray. Fenerbahçe a câștigat Supercupa Europei FIBA Feminină 2023 după două victorii consecutive în Euroleague în sezoanele 2022–23 și 2023–24.
Echipa națională feminină de volei a câștigat mai multe medalii. Cluburile feminine de volei, precum VakıfBank S.K., Fenerbahçe și Eczacıbașı, au câștigat numeroase titluri și medalii europene.
Sportul național tradițional al Turciei este yağlı güreș (lupta cu ulei) din perioada otomană. Provincia Edirne găzduiește anual turneul de luptă cu ulei Kırkpınar din 1361, făcându-l cea mai veche competiție sportivă continuă din lume. În secolele al XIX-lea și începutul secolului al XX-lea, campionii de luptă cu ulei, precum Koca Yusuf, Nurullah Hasan și Kızılcıklı Mahmut, au câștigat faimă internațională în Europa și America de Nord, câștigând titluri mondiale la categoria grea. Stilurile internaționale de luptă reglementate de FILA, cum ar fi lupta liberă și lupta greco-romană, sunt, de asemenea, populare, cu numeroase titluri europene, mondiale și olimpice câștigate de luptători turci, atât individual, cât și ca echipă națională.

### Mass-media și cinematografie
Sute de canale de televiziune, mii de posturi de radio locale și naționale, câteva zeci de ziare, un cinematograf național productiv și profitabil și o creștere rapidă a utilizării Internetului broadband constituie o industrie de media dinamică în Turcia.
Majoritatea audienței TV este împărțită între radiodifuzorul public TRT și canale de tip rețea precum Kanal D, Show TV, ATV și Star TV. Mass-media audiovizuală are o penetrare foarte ridicată, deoarece antenele satelitare și sistemele de cablu sunt larg disponibile.
Consiliul Suprem al Radio-Televiziunii (RTÜK) este organismul guvernamental care supraveghează mass-media audiovizuală.
După tiraj, cele mai populare ziare sunt Posta, Hürriyet, Sözcü, Sabah și Habertürk.
Filiz Akın, Fatma Girik, Hülya Koçyiğit și Türkan Șoray reprezintă o perioadă importantă a cinematografiei turcești.
Regizori turci precum Metin Erksan, Nuri Bilge Ceylan, Yılmaz Güney, Zeki Demirkubuz și Ferzan Özpetek au câștigat numeroase premii internaționale, inclusiv Palme d'Or și Ursul de Aur.
Serialele de televiziune turcești devin din ce în ce mai populare dincolo de granițele Turciei și sunt printre cele mai importante exporturi ale țării, atât din punct de vedere financiar, cât și al relațiilor publice.
După ce au dominat piața de televiziune din Orientul Mijlociu în ultimul deceniu, serialele turcești au fost difuzate în peste o duzină de țări din America de Sud și America Centrală în 2016.
Turcia este astăzi al doilea cel mai mare exportator de seriale TV din lume.